# Río Támesis
El río Támesis (en inglés: Thamesⓘ, /tʲɛmz/) conocido alternativamente en algunas partes como el río Isis, es un curso de agua que fluye a través del sur de Inglaterra, incluyendo Londres. Con una longitud de 215 millas (346 km) (192 km en línea recta desde su nacimiento hasta su desembocadura), es el río más largo de los que tienen la totalidad de su recorrido en Inglaterra, y el segundo más largo del Reino Unido, después del río Severn.
El río nace en Thames Head, en Gloucestershire, y desemboca en el mar del Norte cerca de Tilbury, Essex y de Gravesend, Kent, a través del estuario del Támesis. Desde el oeste fluye a través de Oxford (donde a veces se le llama Isis [¿cuándo?]), Reading, Henley-on-Thames y Windsor. El Támesis también drena la totalidad del Gran Londres.
La zona inferior del río se denomina tideway ("cauce mareal"), debido a su largo tramo sometido al influjo de las mareas, que alcanza hasta Teddington Lock e incluye la mayor parte de su recorrido en Londres, con una carrera de 23 pies (7 m) de desnivel. Desde Oxford hasta el estuario, el Támesis desciende 55 metros. Atravesando algunas de las partes menos lluviosas de Gran Bretaña y muy explotado para el aprovechamiento de agua potable, el caudal del Támesis es relativamente bajo teniendo en cuenta su longitud y su anchura: el Severn tiene un caudal de casi el doble en promedio, a pesar de tener una cuenca hidrográfica más pequeña. En Escocia, el río Tay registra un aforo promedio más del doble que el del Támesis, a pesar de tener una cuenca de drenaje que es un 60% más pequeña.
En su curso hay 45 esclusas para facilitar la navegación fluvial, con los correspondientes alivideros. Su área de captación cubre una gran parte del sureste y una pequeña parte del oeste de Inglaterra; es alimentado por al menos 50 afluentes con nombre propio, y cuenta con más de 80 islas en el interior de su cauce. Con sus aguas, que varían desde el agua dulce hasta casi el agua de mar, el Támesis aloja distintos ámbitos de vida silvestre e incluye varios lugares de especial interés científico contiguos, con el "Estuario y las Marismas del Sur del Támesis" que forman parte de las marismas del Norte de Kent y que cuentan con una superficie de 5289 hectáreas (20,4 mi²).

## Nombre

### Origen británico

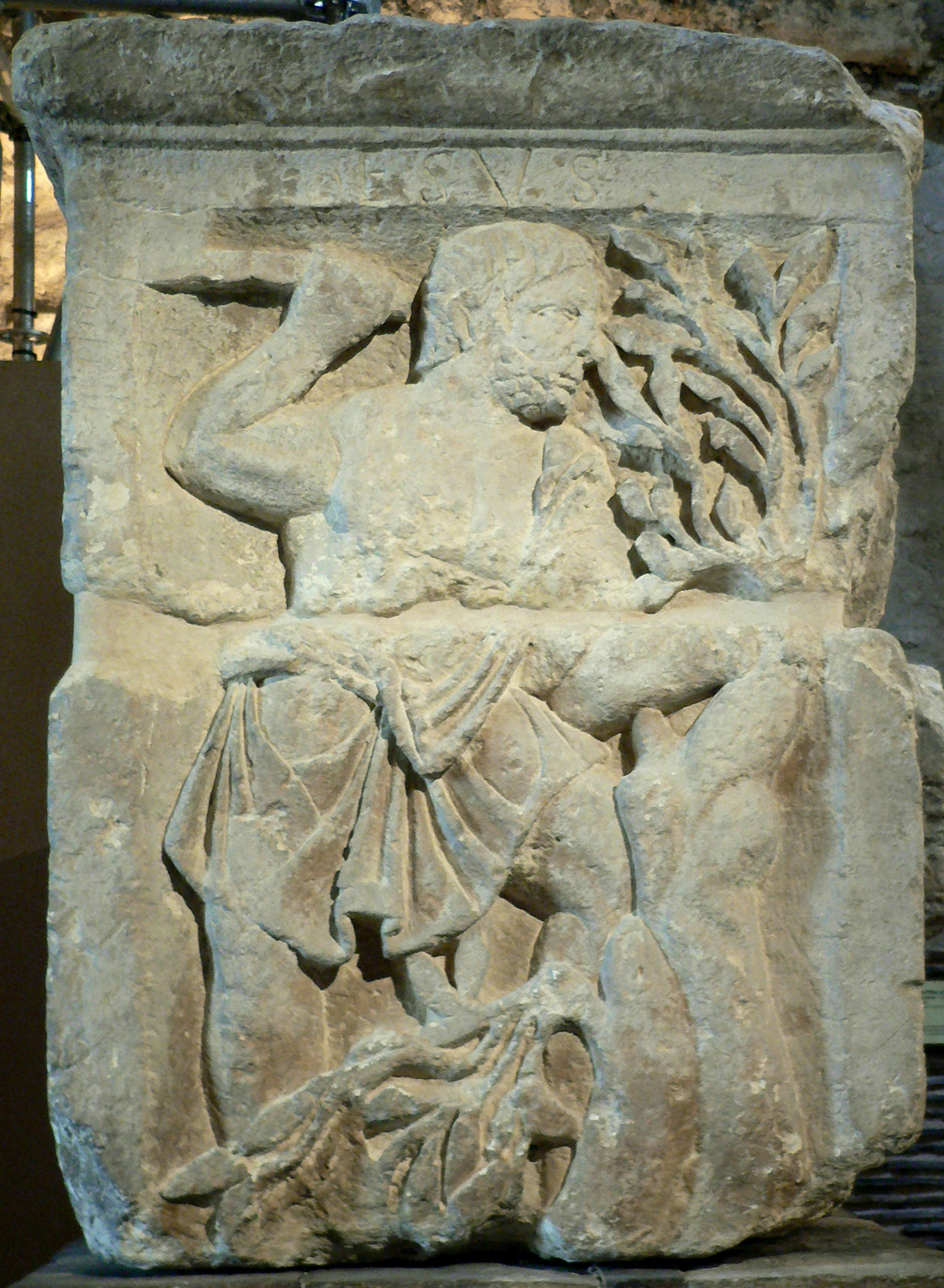
Imagen de la deidad Æsus en el pilar de los Nautas, bajorrelieve de origen galorromano

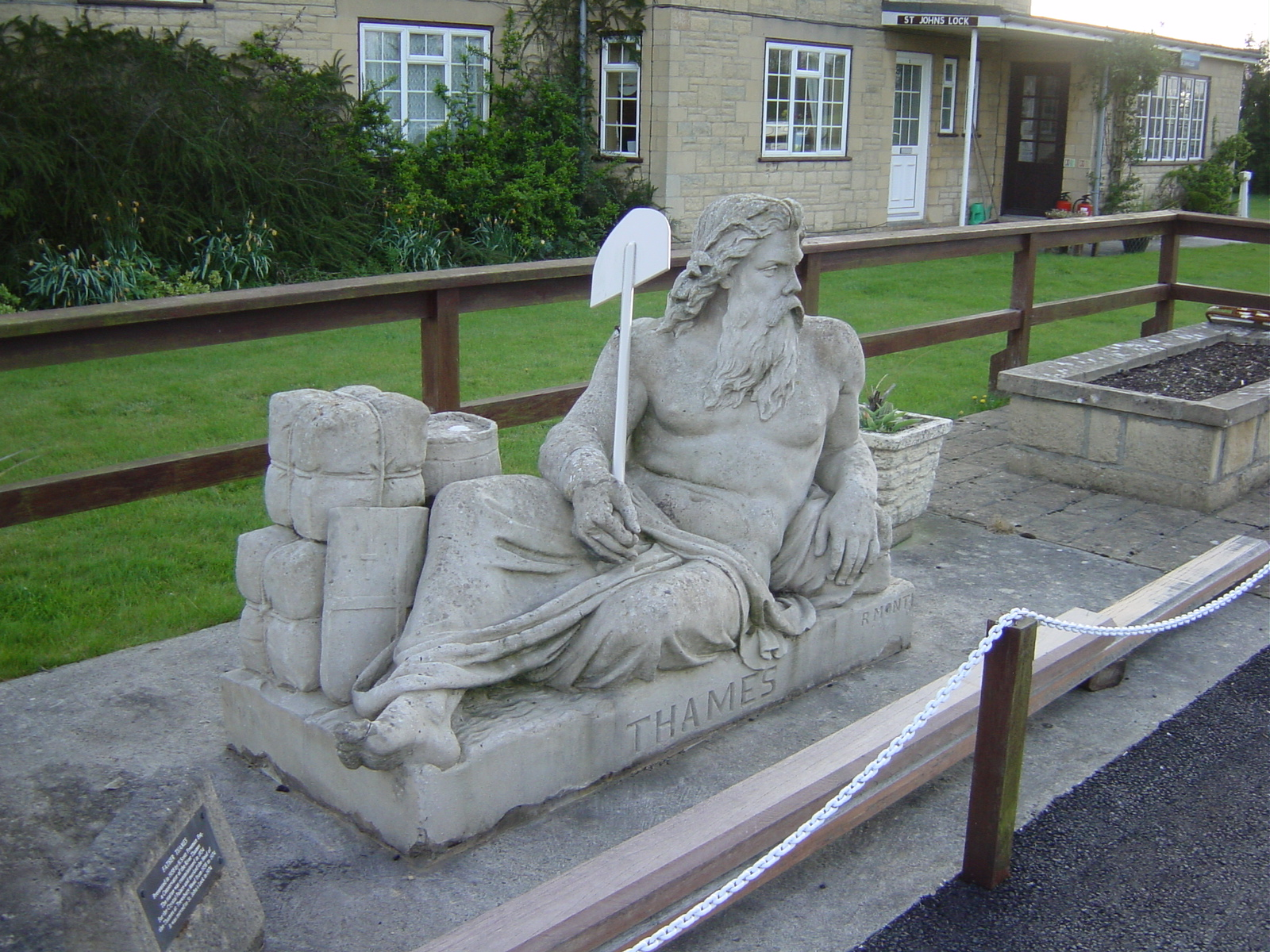
Una estatua que evoca al "viejo padre Támesis" en St John's Lock, (Lechlade), obra de Raffaele Monti

Según Mallory y Adams, el término Thames (procedente del inglés medio Temese) deriva del nombre britónico del río, Tamesas (de *tamēssa), registrado en latín como Tamesis y produciendo la denominación galesa moderna Tafwys.
El elemento del nombre Tam puede haber significado "oscuro", y puede relacionarse con otros cognados como el ruso темно (protoeslavo *tĭmĭnŭ), el lituano tamsi "oscuro", el letón tumsa "oscuridad", el sánscrito tamas y el galés tywyll "oscuridad" y el irlandés medio teimen "gris oscuro".

El origen es compartido por muchos otros nombres de ríos en Gran Bretaña, como el río Tamar en la frontera de Devon y Cornualles, varios otros ríos denominados Tame en las Midlands y Yorkshire del Norte, el Tavy en el Parque nacional de Dartmoor, el Team del noreste, el Teifi y el Teme de Gales, el Teviot en los Scottish Borders y un afluente del propio Támesis, el Thame.
Kenneth H. Jackson propuso que el nombre del Támesis no es indoeuropeo (y que su significado es desconocido), mientras que Peter Kitson sugirió que es indoeuropeo pero que se originó antes que las tribus britanas y que tiene un nombre que indica "lodo", procedente de la raíz *tā-, que significa "derretir".
En la Edad Media era conocido en Castilla como río Artemisa.

### Historial de nombres
Las primeras variantes del nombre incluyen:
- Tamesa; (britónico)[5]
- Tamesis; (latín)[5]
- Tamis, Temes; (anglosajón)[5]
- Tamise, Thamis (1220); (inglés medio, francés anglonormando)[10]

La evidencia indirecta de la antigüedad del nombre 'Thames' la proporciona un fragmento de cerámica romano encontrado en Oxford, que lleva la inscripción 'Tamesubugus fecit' (Tamesubugus hizo [esto]). Se cree que el nombre de Tamesubugus se derivó del del río. Tamese se mencionaba como un lugar, no como un río en la Cosmografía de Rávena (c. 700 d. C.).
El nombre del río siempre se ha pronunciado con una simple t /t/; la ortografía del inglés medio era típicamente "Temese" y la forma británica "Tamesis". Una ortografía similar de 1210, "Tamisiam" (el caso acusativo de "Tamisia", se encuentra en la Carta Magna.

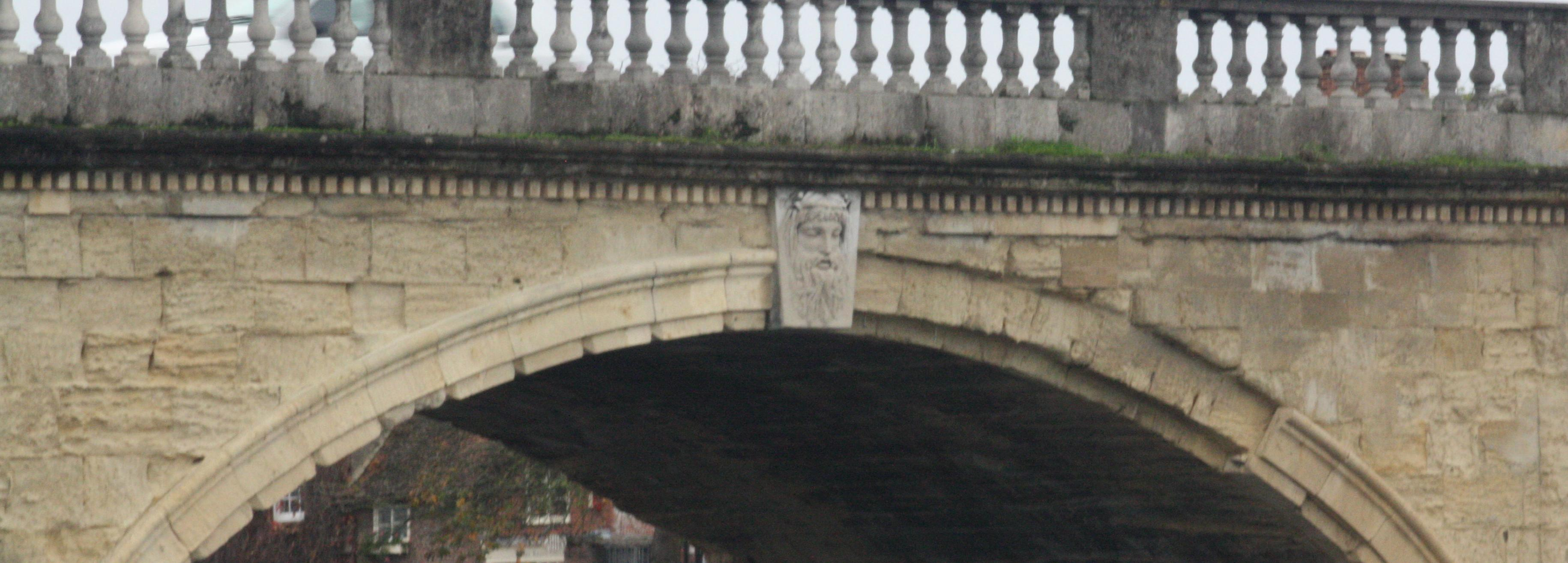
Escultura del Támesis. Piedra clave del arco central del puente de Henley

### El río Isis
El Támesis a través de Oxford a veces se denomina [¿cuándo?]el Isis. Históricamente, y especialmente en la época victoriana, los nomenclátores y cartógrafos insistieron en que todo el río se llamaba propiamente Isis desde su nacimiento hasta Dorchester (Oxfordshire) y que solo desde este punto, donde el río se encuentra con el Thame y se convierte en el "Thame-isis" (supuestamente posteriormente abreviado como Támesis) debería llamarse así. Los mapas del Ordnance Survey todavía rotulan el Támesis como "Río Támesis o Isis" hasta Dorchester. Desde principios del siglo XX, esta distinción se ha perdido en el uso común fuera de Oxford, y algunos historiadores sugieren que el nombre "Isis" no es más que un truncamiento de la palabra "Tamesis", el nombre latino del Támesis. Las esculturas tituladas Tamesis y Isis de Anne Seymour Damer se pueden encontrar en el puente de Henley (en Henley-on-Thames), Oxfordshire (los modelos originales de terracota y yeso se exhibieron en la Real Academia de Arte de Londres desde 1785, y ahora se exhiben en el Museo River and Rowing de Henley).

### Nombres vinculados
Richard Coates sugiere que mientras que el río en su conjunto se llamaba Támesis, parte de él, donde era demasiado ancho para vadearlo, se llamaba *(p)lowonida. Esto le dio el nombre a un asentamiento en sus orillas, que se conoció como Londinium, de las raíces indoeuropeas *pleu- "flujo" y *-nedi "río" que significa algo así como el río que fluye, o el ancho río invadeable que fluye.
El río da nombre a tres elementos geográficos: el valle del Támesis, una región de Inglaterra alrededor del río entre Oxford y el Londres Oeste; la puerta del Támesis; y el estuario del Támesis, superpuesto alrededor de la zona de marea al este de Londres y que incluye la propia vía fluvial. La zona de policía del valle del Támesis es un ámbito delimitado formalmente que toma su nombre del río, abarcando tres condados. En uso no administrativo, el nombre del río se emplea para denominar distintas entidades: Thames Water, Thames Television, la editorial Thames & Hudson, Thameslink (servicio ferroviario norte-sur que pasa por el centro de Londres) y el South Thames College. Un ejemplo de su uso en los nombres de entidades históricas es la Thames Ironworks and Shipbuilding Company.

## Historia

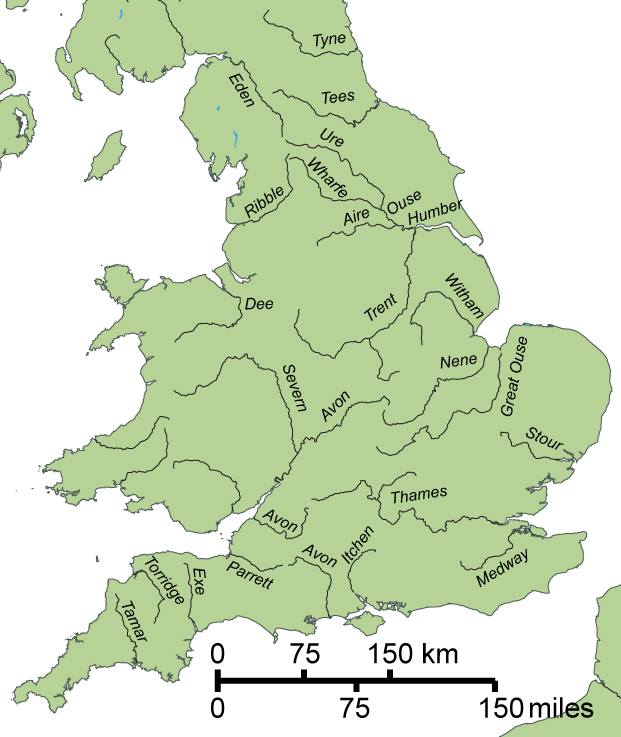
Ríos de Inglaterra

Las marcas de actividad humana, que en algunos casos datan de la época prerromana, son visibles en varios puntos del cauce, e incluyen distintos tipos de estructuras relacionadas con el uso del río, como elementos para mejorar la navegación fluvial, puentes o molinos hidráulicos, así como túmulos prehistóricos.
El bajo Támesis en la época romana era un canal poco profundo que serpenteaba a través de los pantanos. Pero siglos de intervención humana han hecho que se transforme en un profundo cauce canalizado que fluye entre 200 millas (322 km) de paredes sólidas, que defienden una llanura aluvial donde viven y trabajan 1,5 millones de personas.
El río forma una importante ruta con acceso desde el mar en gran parte de su longitud, con un gran potencial para el envío de mercancías: a través del Puerto de Londres para el comercio internacional; en su interior para el transporte local; y también por su conexión con el sistema de canales británico. La posición del río lo ha puesto en el centro de muchos eventos en la historia británica, lo que ha llevado a que John Burns lo describa como "historia líquida".
Dos anchos canales unen el Támesis con otros ríos: el Canal del Kennet y del Avon (de Reading a Bath) y el Grand Union Canal (de Londres a las Midlands). El Grand Union permitió evitar el anterior, estrecho y sinuoso Canal de Oxford, que permanece abierto como una popular ruta recreativa. Tres canales más conectados con el río están en desuso, pero se encuentran en distintas etapas de reconstrucción: el Canal del Támesis y del Severn (a través de Stroud), que funcionó hasta 1927 (hacia la costa oeste de Inglaterra), el Canal de Wey y Arun a Littlehampton, que funcionó hasta 1871 (hacia la costa sur), y el Canal de Wilts & Berks.
Los clubes de remo, piragüismo y otras actividades náuticas son comunes en el Támesis, que es navegable para todo tipo de embarcaciones ligeras. Los principales eventos anuales incluyen la Real Regata de Henley y la Regata Oxford-Cambridge, mientras que el Támesis se ha utilizado durante dos Juegos Olímpicos de Verano: en 1908 (remo) y en 1948 (remo y piragüismo). Las cabeceras y tramos seguros se emplean en verano para la natación organizada, que está prohibida en el entorno del centro de Londres por motivos de seguridad.

### Drenado de pantanos
Después de que el río tomó su curso actual, muchas de las orillas del estuario del Támesis y del valle del Támesis en Londres quedaron parcialmente cubiertas por humedales, al igual que el valle del del bajo Lea contiguo. Arroyos y ríos como el Lea, el Tyburn Brook y el Bollo Brook desembocaban en el río, mientras que algunas islas como Thorney Island se habían ido formado con el paso de los siglos. El extremo norte de la antigua parroquia de Lambeth, por ejemplo, era una zona pantanosa conocida como Lambeth Marshe. Drenada en el siglo XVIII, su recuerdo se perpetua en el nombre de la calle Lower Marsh.
Hasta mediados de la era victoriana, la malaria era una enfermedad endémica en el entorno del río Támesis, incluso en Londres, y con frecuencia se convertía en una afección letal. Se siguieron produciendo algunos casos hasta principios del siglo XX, y aunque el drenaje de las marismas tuvo que ver con su erradicación, las causas de su desaparición son complejas y no están del todo claras.
El East End de Londres, también conocido simplemente como East End, era el área de la ciudad situada al este del recinto amurallado medieval de la City de Londres y al norte del río Támesis; y aunque no está definido por límites formales universalmente aceptados, puede considerarse el río Lea como su otro límite. La mayor parte de la ribera local también era un pantano. El terreno se drenó y pasó a ser tierras de cultivo, que serían edificadas tras la Revolución Industrial.
Canvey Island en el sur de Essex (superficie 18,45 km²; población 40.000 habitantes) alguna vez fue una zona pantanosa, aunque ahora es una isla totalmente consolidada en el estuario del Támesis, separada del sur de Essex por una red de arroyos. Situada bajo el nivel del mar, es propensa a sufrir inundaciones cuando se producen mareas excepcionales, aunque ha estado habitada desde la época romana.

## Curso

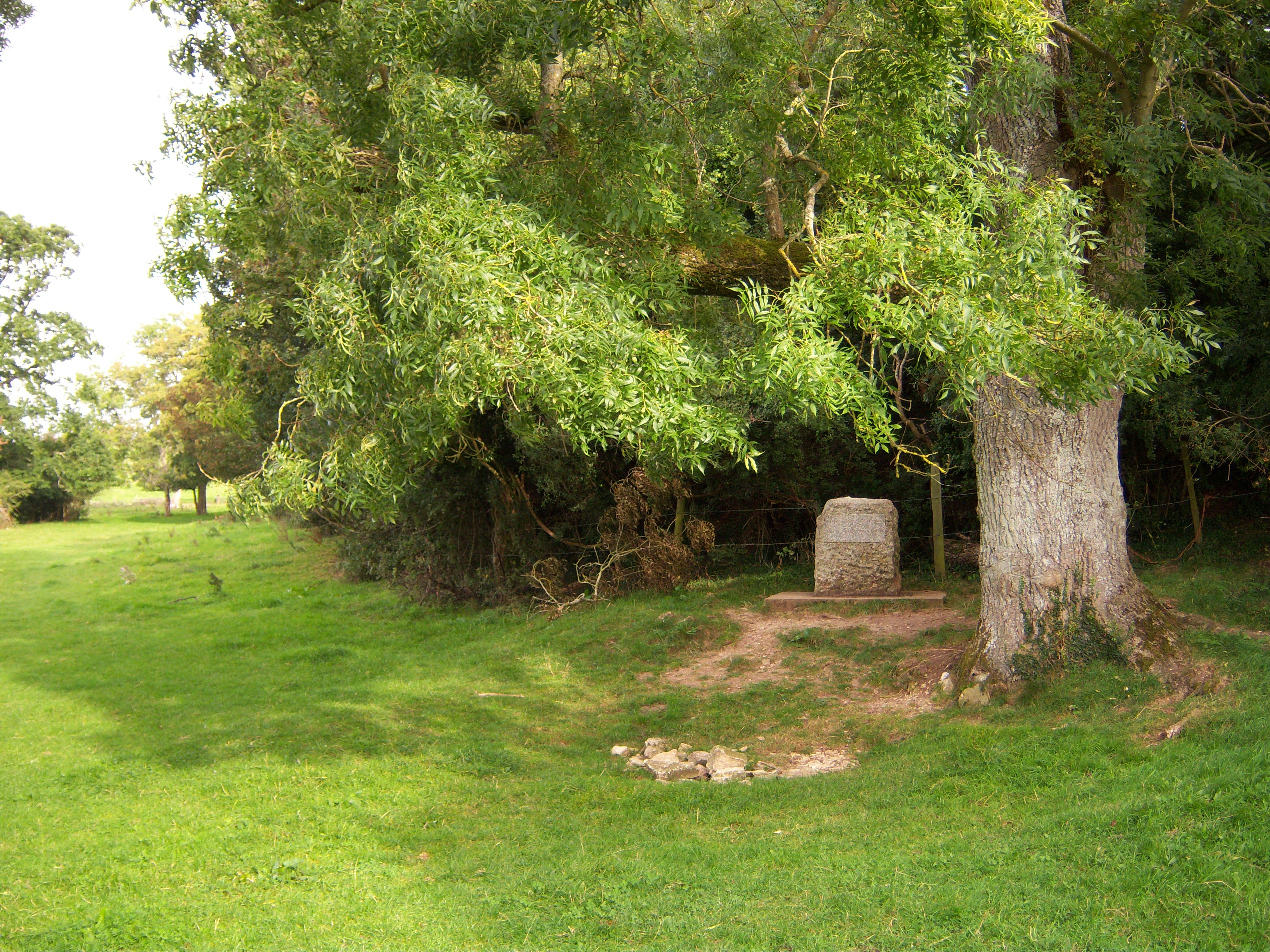
El marcador de piedra en la fuente conocida como Thames Head, situada cerca de Kemble. Está considerada oficialmente como el nacimiento del río Támesis

El Támesis pasa por algunos de los lugares de interés de Londres, incluido el Palacio de Westminster y el London Eye

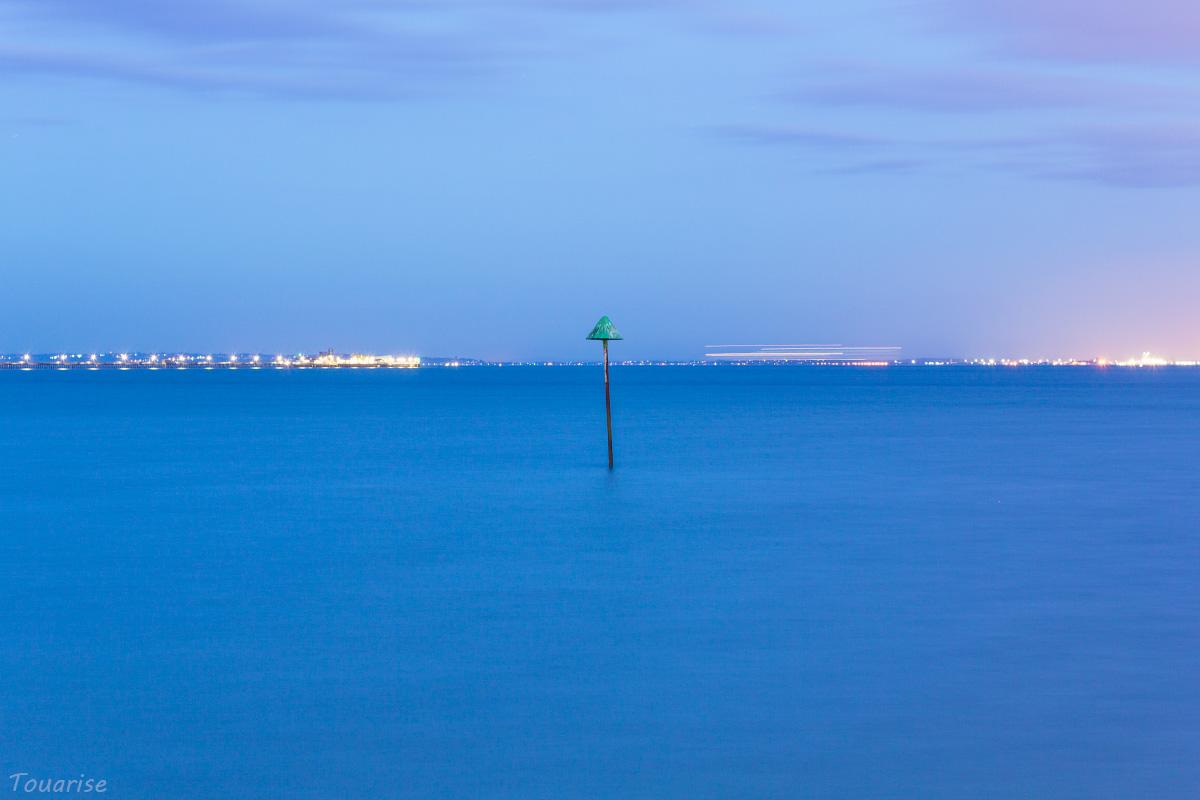
El río Támesis en Southend-on-Sea (Reino Unido, 2019)

La fuente del Támesis que se suele citar como tal es Thames Head. Está situada a 3/4 de milla (1,2 km) al norte de la iglesia parroquial de Kemble, en el sur de Gloucestershire, cerca de la ciudad de Cirencester, en los montes Cotswold. Sin embargo, Seven Springs un manantial situado cerca de Cheltenham, donde nace el río Churn (que desemboca en el Támesis cerca de Cricklade), también se cita a veces como la fuente del Támesis, ya que esta ubicación es la más alejada de la desembocadura y agrega del orden de 14 millas (22,5 km) a la longitud del río. En Seven Springs se puede ver una piedra situada sobre la fuente con la inscripción del siguiente hexámetro en latín: "Hic tuus o Tamesine pater septemgeminus fons", que significa "Aquí, oh padre Támesis, [está] tu fuente séptuple".
Los manantiales en Seven Springs fluyen durante todo el año, mientras que los de Thames Head son estacionales. Con una longitud de 215 millas (346 km), el Támesis es el río más largo de Inglaterra (el río más largo del Reino Unido, el Severn, tiene parte de su curso en Gales). Sin embargo, como el río Churn, que nace en Seven Springs, es 14 millas (22,5 km) más largo que la sección del Támesis desde su fuente tradicional en Thames Head hasta la confluencia, la longitud total del Támesis medida desde Seven Springs, de 229 millas (368,5 km), es mayor que la longitud del Severn de 220 millas (354,1 km). Por lo tanto, el río "Churn/Támesis" puede considerarse como el río natural más largo del Reino Unido. La corriente de Seven Springs está unida en Coberley a su vez a un afluente más largo, lo que podría aumentar aún más la longitud del Támesis si se considera que su fuente está en los terrenos del National Star College en Ullenwood.
El río fluye a través o pasa junto a Ashton Keynes, Cricklade, Lechlade-on-Thames, Oxford, Abingdon-on-Thames, Wallingford, Goring-on-Thames y Streatley, Pangbourne y Whitchurch-on-Thames, Reading, Wargrave, Henley-on-Thames, Marlow, Maidenhead, Windsor y Eton, Staines-upon-Thames y Egham, Chertsey, Shepperton, Weybridge, Sunbury-on-Thames, Walton-on-Thames, Molesey y por último Thames Ditton. El río estuvo sujeto a modificaciones de su curso y a ampliaciones menores del canal principal alrededor de Oxford, Abingdon y Marlow antes de 1850, cuando las cortas realizadas para facilitar la navegación redujeron aún más su longitud total.
Molesey y Hampton están separadas por el río, mientras que en el Gran Londres el Támesis pasa por Hampton Court, Surbiton, Kingston upon Thames, Teddington, Twickenham, Richmond (con una famosa vista del Támesis desde Richmond Hill), Syon House, Kew, Brentford, Chiswick, Barnes, Hammersmith, Fulham, Putney, Wandsworth, Battersea y Chelsea. En el centro de Londres, el río pasa por Pimlico y Vauxhall, y luego forma uno de los ejes principales de la ciudad, desde el Palacio de Westminster hasta la Torre de Londres. En este punto, históricamente formó el límite sur de la ciudad medieval, con Southwark, en la orilla opuesta, siendo entonces parte de Surrey.
Más allá del centro de Londres, el río pasa por Bermondsey, Wapping, Shadwell, Limehouse, Rotherhithe, Millwall, Deptford, Greenwich, Cubitt Town, Blackwall, New Charlton y Silvertown, antes de fluir a través de la Barrera del Támesis, que protege el centro de Londres de las inundaciones de las marejadas. Debajo de la barrera, el río pasa por Woolwich, Thamesmead, Dagenham, Erith, Purfleet, Dartford, West Thurrock, Northfleet, Tilbury y Gravesend antes de llegar al estuario del Támesis, cerca de Southend-on-Sea.

### Nivel del mar
Los núcleos de sedimentos de hasta 10 m de profundidad recogidos por el Servicio Geológico Británico de las orillas del río Támesis contienen información geoquímica y fósiles que proporcionan un registro de 10.000 años de cambios en el nivel del mar. Combinados, este y otros estudios sugieren que el nivel del mar del Támesis ha aumentado más de 30 m durante el Holoceno a un ritmo de alrededor de 5 a 6 mm anuales desde hace entre 10.000 y 6.000 años. El aumento del nivel del mar se redujo drásticamente cuando el derretimiento del hielo casi concluyó en los últimos 4.000 años. Desde principios del siglo XX, las tasas de aumento del nivel del mar varían de 1,22 mm por año a 2,14 mm por año.

### Área de captación y descarga
El distrito de la cuenca del río Támesis, incluida la cuenca de captación de Medway, cubre un área de 6229 millas cuadradas (16 133,1 km²). La cuenca del río es una mezcla de zonas urbanas y rurales en las partes este y norte, mientras que las partes occidentales de la cuenca son predominantemente rurales, con muchas ciudades con un diseño diseminado, como en el caso arquetípico de Swindon. La zona es una de las más secas del Reino Unido. Los recursos hídricos consisten en agua subterránea procedente de acuíferos y agua extraída del Támesis y sus afluentes, en una parte considerable almacenada en grandes embalses.
El propio Támesis proporciona dos tercios del agua potable de Londres, mientras que las aguas subterráneas suponen alrededor del 40 por ciento de los suministros públicos de agua en el área de captación total. El agua subterránea es una fuente de suministro importante, especialmente en los meses más secos, por lo que mantener su calidad y cantidad es extremadamente importante, dado que los acuíferos son vulnerables a la contaminación superficial, especialmente en áreas altamente urbanizadas.

#### Sección sin mareas

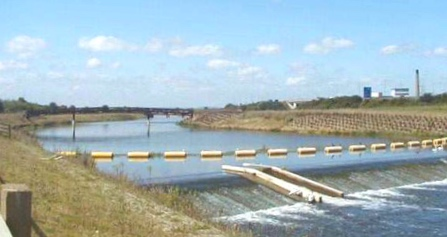
El río Jubilee en Slough Weir

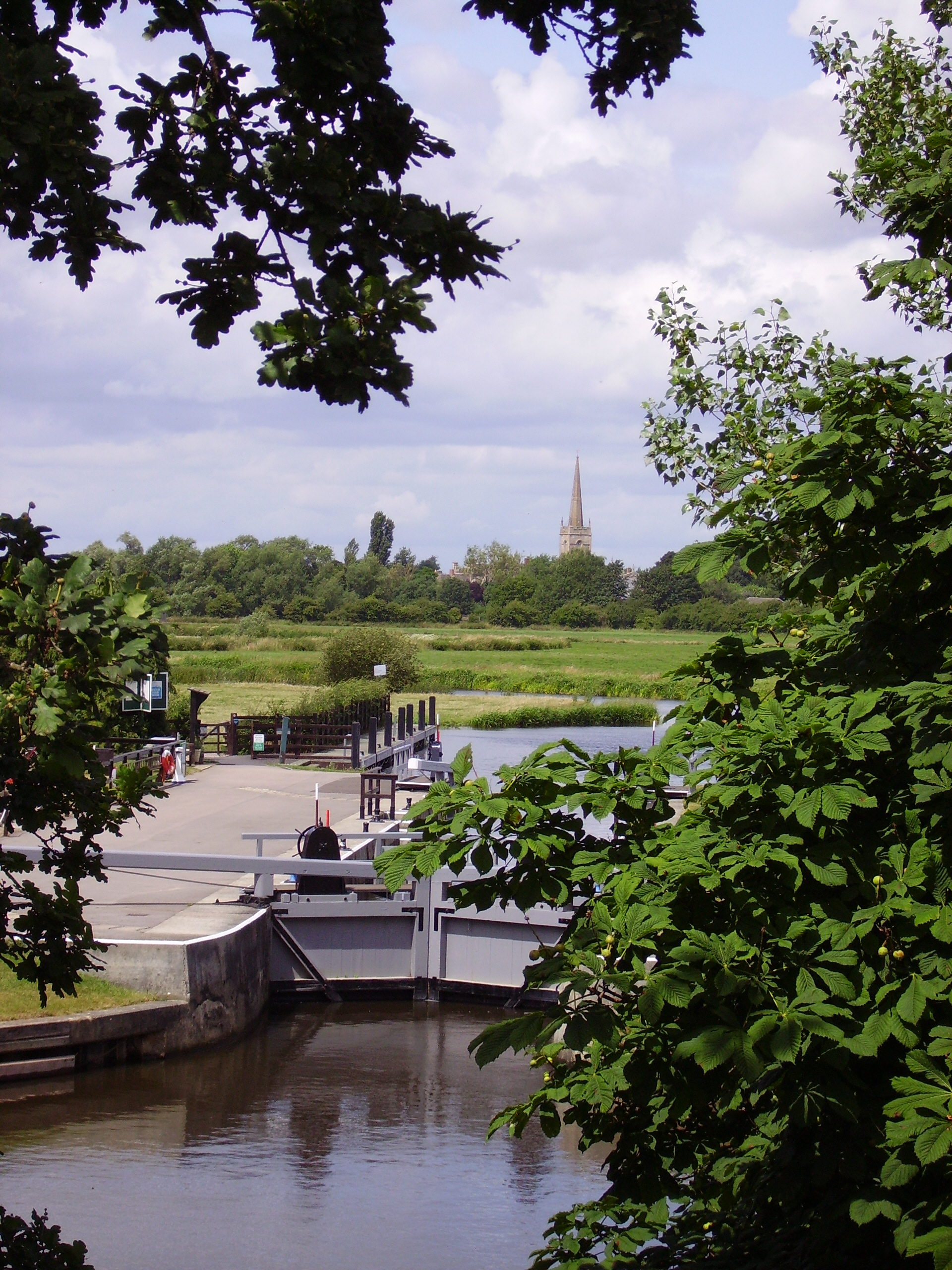
St John's Lock, cerca de Lechlade-on-Thames

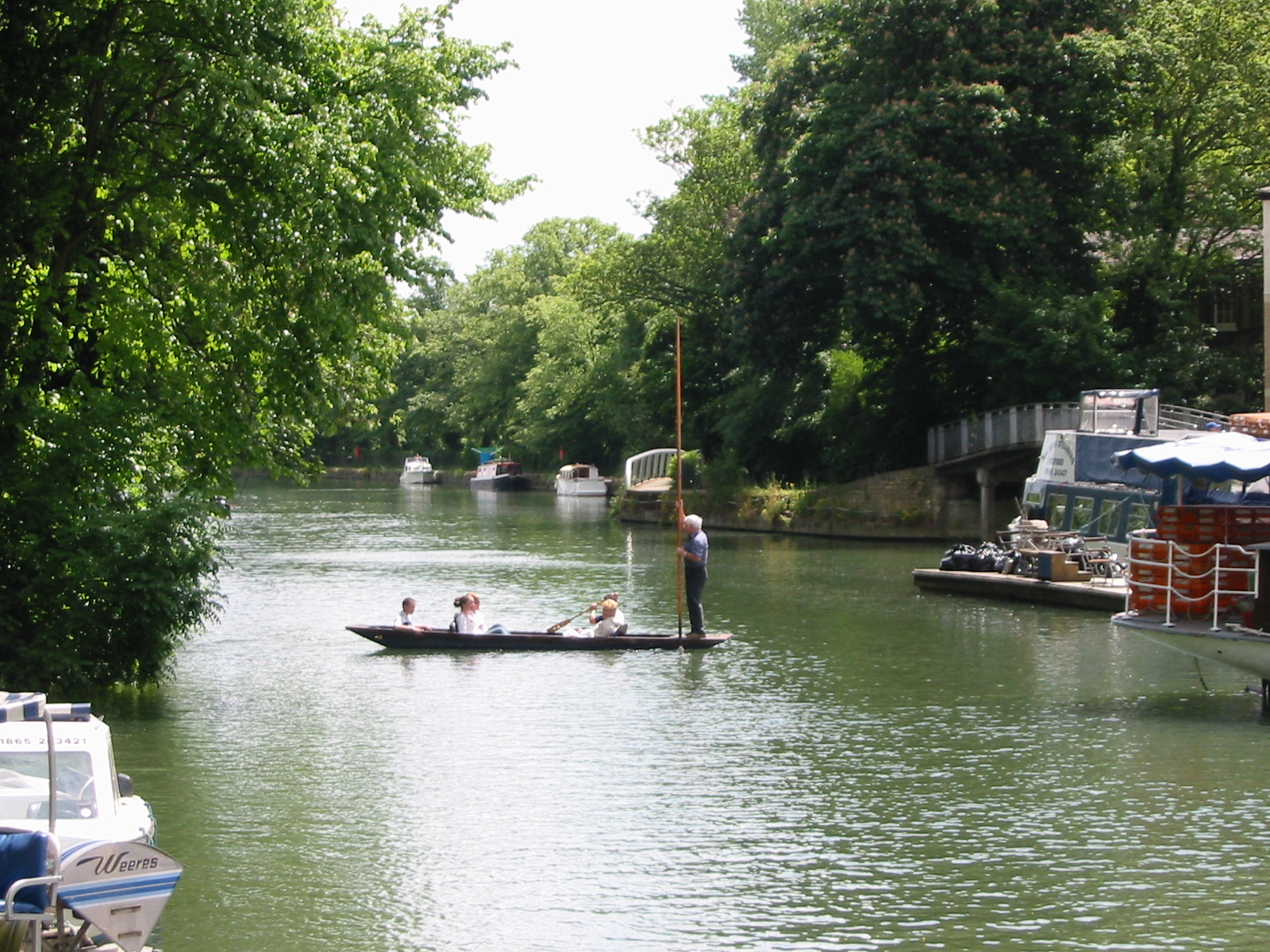
El Támesis en Oxford

Arroyos, canales y ríos, dentro de un área de 3842 millas cuadradas (9951 km²), se combinan para formar 38 afluentes principales que alimentan el Támesis entre su fuente y Teddington Lock. Este es el límite considerado habitualmente de la zona sujeta al efecto de las mareas, aunque las mareas vivas altas pueden elevar el nivel del agua en el tramo por encima de Teddington y ocasionalmente pueden invertir el flujo del río por un corto tiempo. En estas circunstancias, los efectos de las mareas se pueden observar aguas arriba de la siguiente esclusa, situada junto a la represa de Molesey, que es visible desde el camino de sirga y desde el puente de Hampton Court. Antes de que se construyera la esclusa de Teddington en 1810-12, el efecto de las mareas máximas de primavera alcanzaba hasta Staines-upon-Thames.
En orden descendente, los afluentes del tramo del Támesis sin mareas, con estatus de río, son: el Churn, el Leach, el Cole, el Ray, el Coln, el Windrush, el Evenlode, el Cherwell, el Ock, el Thame, el Pang, el Kennet, el Loddon, el Colne, el Wey y el Mole. Además, dispone de remansos ocasionales y cortes artificiales que forman islas, derivaciones del cauce (más numerosas en el caso del río Colne), y derivaciones realizadas por el hombre como el río Longford. Tres canales cruzan este tramo: el canal de Oxford, el canal del Kennet y del Avon y la vía navegable del río Wey (Wey Navigation).
Su canal secundario artificial más largo, el río Jubilee, se construyó entre Maidenhead y Windsor para aliviar el efecto de las inundaciones y se completó en 2002.
La sección del río sin mareas es administrada por la Agencia Medioambiental, que es responsable de administrar el flujo de agua con el fin de prevenir y mitigar las inundaciones y para mantener la navegabilidad del río: el volumen y la velocidad del agua se administra ajustando las esclusas en cada uno de los aliviaderos y, en el punto máximo de la marea alta, los niveles generalmente se disipan sobre las llanuras de inundación preferentes localizadas junto al río. Ocasionalmente, la inundación de áreas habitadas es inevitable y la agencia emite advertencias al respecto.
Debido a las severas sanciones aplicables en la zona del río sin mareas, que es una fuente de agua potable antes de ser tratada, los rebosamientos hacia el río de alguna de las muchas instalaciones de tratamiento de aguas residuales que cubren la cuenca superior del Támesis debería ser eventos excepcionales en la zona sin mareas. Sin embargo, los desbordamientos de aguas residuales pluviales siguen siendo comunes en casi todos los principales afluentes del Támesis a pesar de las afirmaciones de los responsables de Thames Water en sentido contrario.

#### Sección mareal

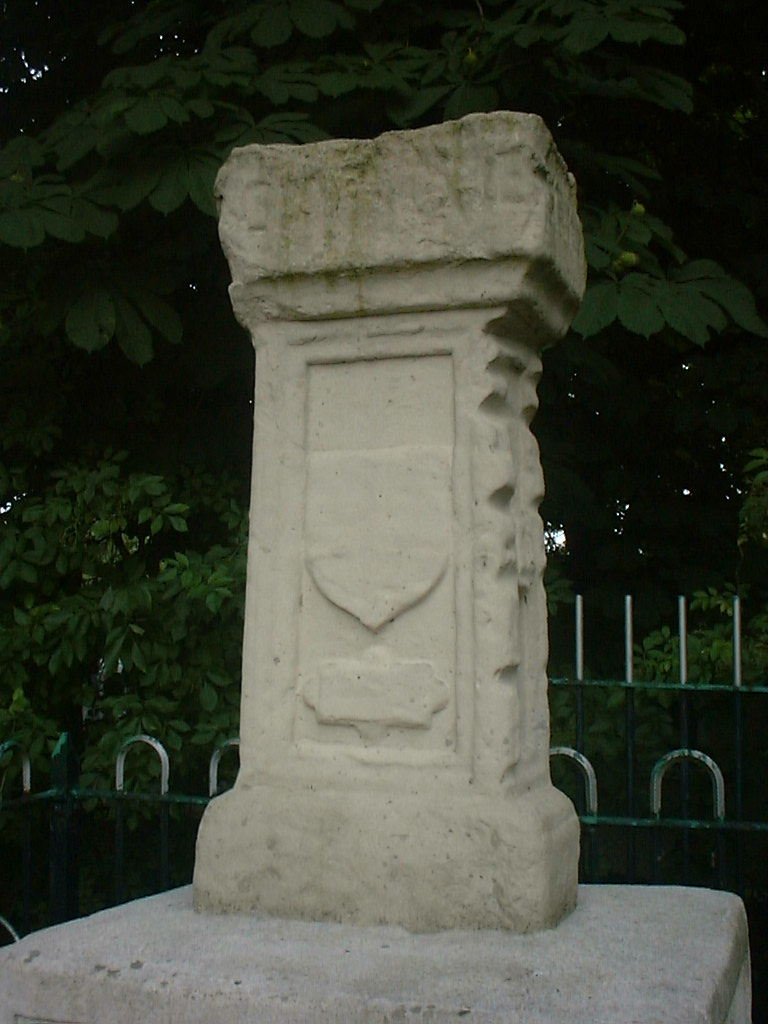
La "Piedra de Londres" en Staines, que data de 1285, marcó el límite aduanero del Támesis y de la jurisdicción de la Ciudad de Londres

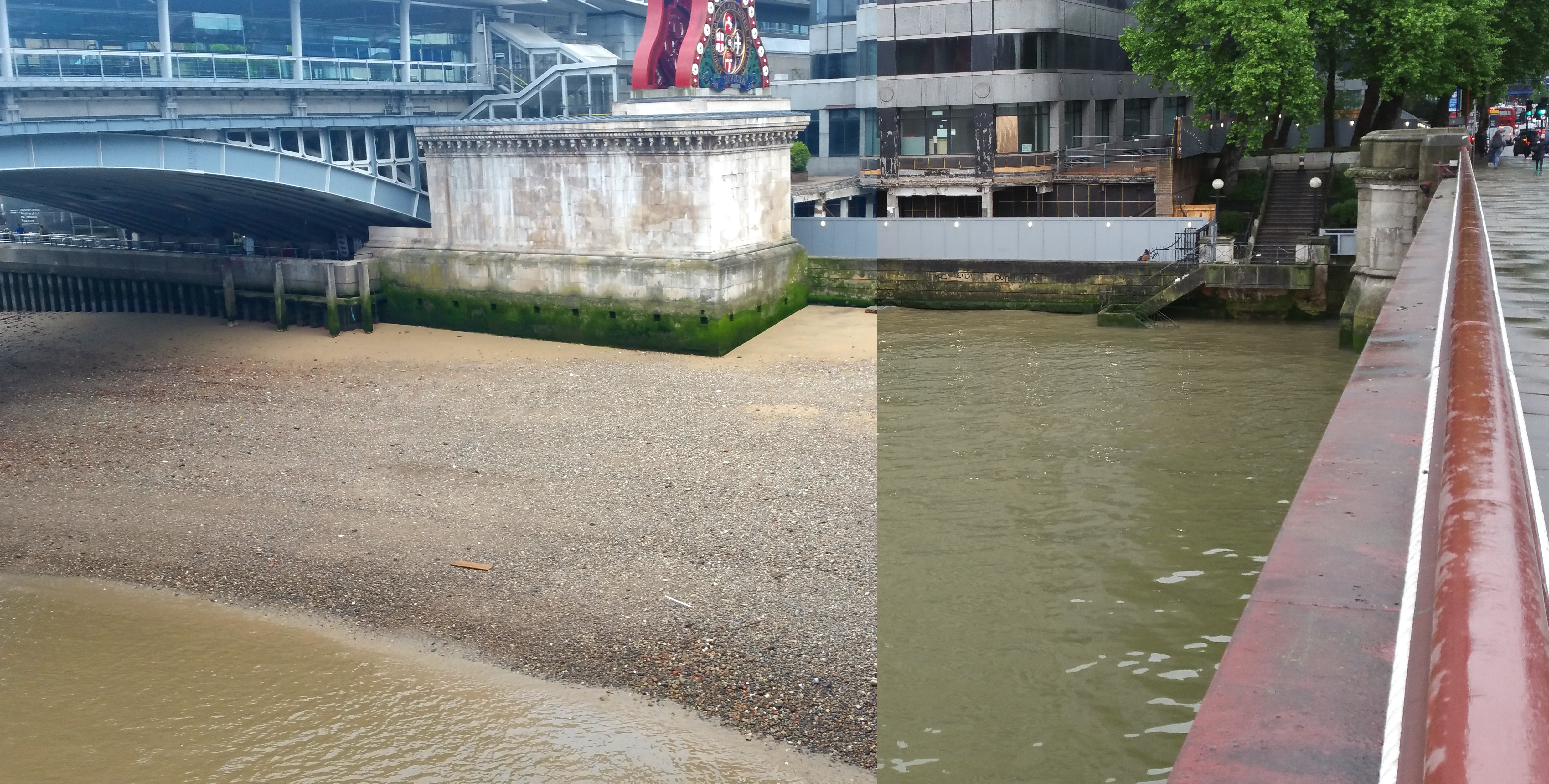
Niveles del agua del Támesis con marea baja (izquierda) y con marea alta (derecha), comparados desde el puente de Blackfriars en Londres

Debajo de Teddington Lock (aproximadamente 89 km aguas arriba del estuario del Támesis), el río está sujeto al influjo de las mareas del mar del Norte. Antes de que se instalara la esclusa, la marea llegaba hasta Staines, aproximadamente 16 millas (25,7 km) río arriba. Londinum, la capital de la Britania romana, se estableció sobre dos colinas, ahora conocidas como Cornhill y Ludgate, que sirvieron de base firme para un establecer un estratégico núcleo comercial en el punto más cercano a la desembocadura del río que quedaba a salvo de las crecidas del Támesis.
Se construyó un cruce del río en el mismo lugar que ahora ocupa el puente de Londres. Este punto ha servido y sirve como referencia para las tablas con los horarios de la marea alta, que llega a Putney unos 30 minutos más tarde que al Puente de Londres y a Teddington una hora más tarde. El espacio del cauce del río afectado por el flujo y reflujo de las mareas se conoce como dominio mareal ("tideway" en inglés). Las tablas de mareas son publicadas por la Autoridad del Puerto de Londres, y están disponibles en internet y también se publican en Twitter.
Los principales afluentes del Támesis en su tramo mareal incluyen los ríos Crane, Brent, Wandle, Ravensbourne (cuya parte final se llama Deptford Creek), Lea (cuya parte final se llama Bow Creek), Roding, Darent y Ingrebourne. En Londres, el agua es ligeramente salobre, debido a la mezcla del agua dulce con el agua de mar.

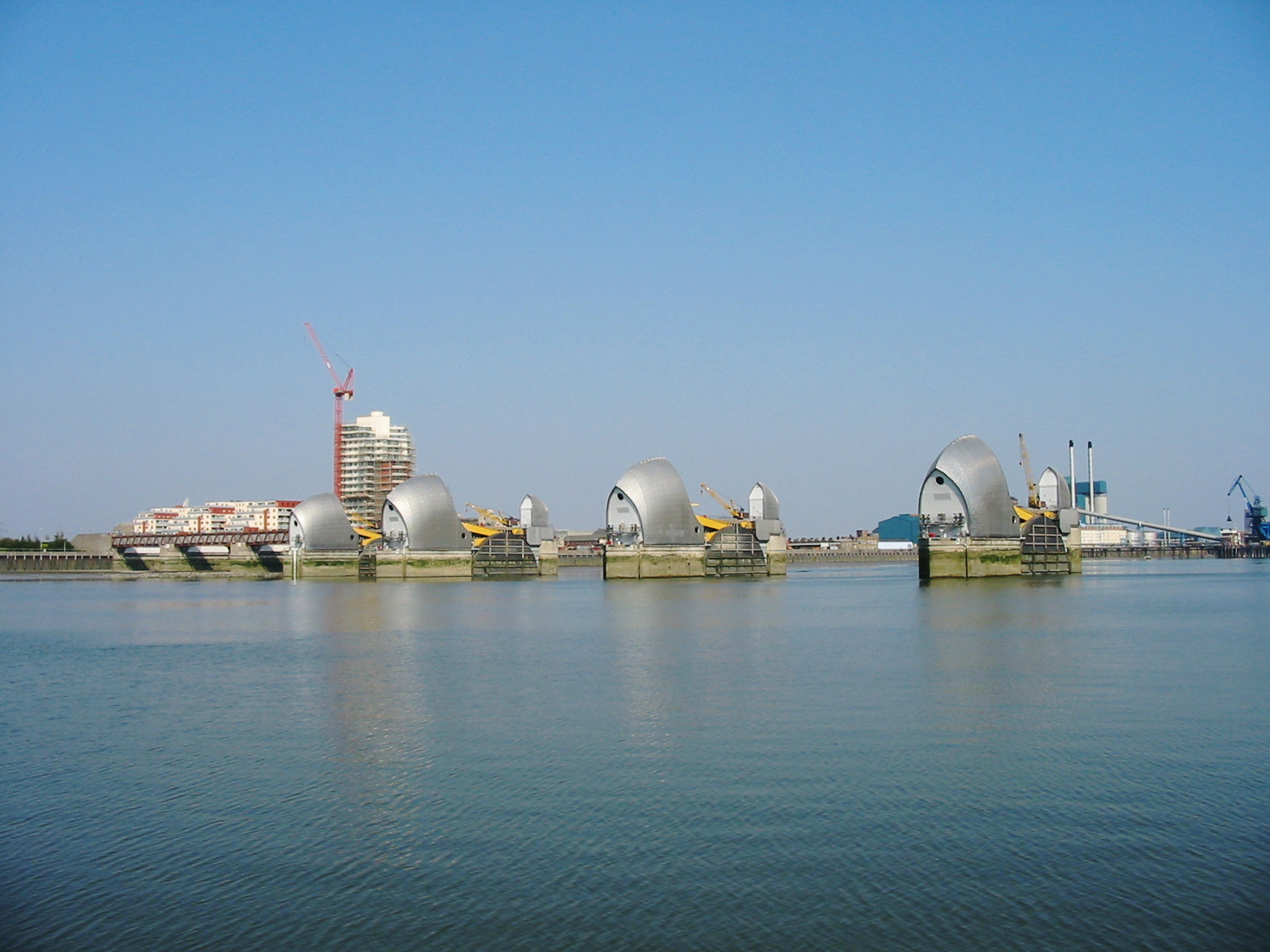
La barrera del Támesis limita los efectos de las crecidas del río

Esta parte del río es administrada por la Autoridad del Puerto de Londres. La amenaza de inundación aquí proviene de las mareas altas y los fuertes vientos del Mar del Norte, y la Barrera del Támesis se construyó en la década de 1980 para proteger a Londres de este riesgo.
"The Nore" es el banco de arena que marca la desembocadura del estuario del Támesis, donde el río se encuentra con el mar del Norte. Está aproximadamente a medio camino entre el Havengore Creek en Essex y Warden Point en la isla de Sheppey, en Kent. Hasta 1964 marcó el límite marítimo de la Autoridad del Puerto de Londres. Como el banco de arena era un gran peligro para los barcos que entraban y salían de Londres, en 1732 se instaló junto a él el primer buque faro del mundo. Actualmente está señalado por la boya Sea Reach No. 1.

### Islas

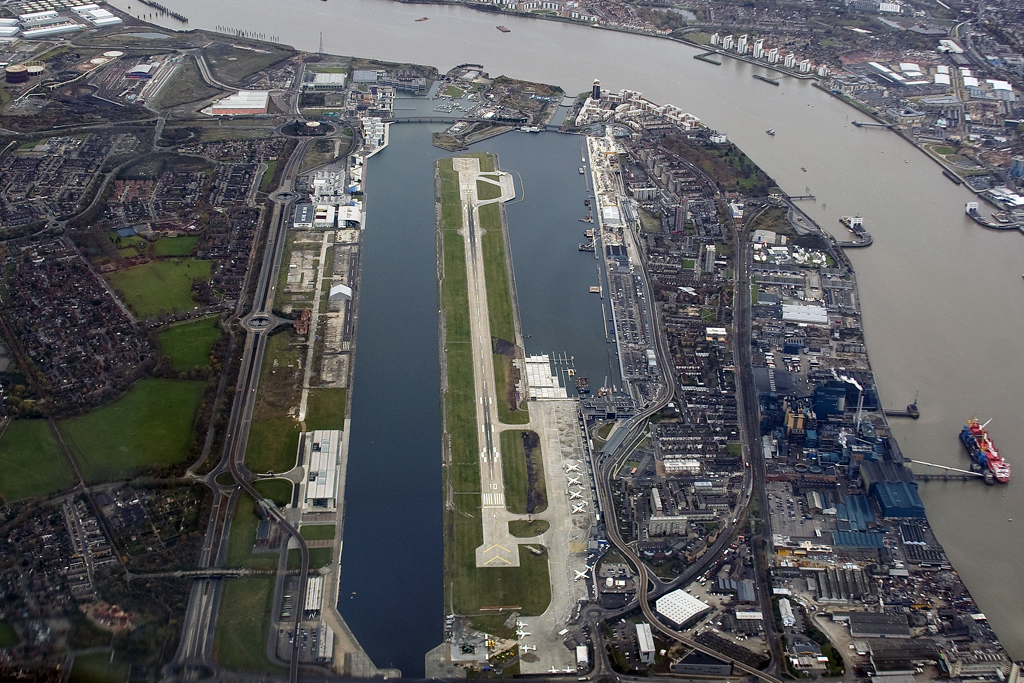
El Aeropuerto de la Ciudad de Londres está ubicado sobre un antiguo muelle del río

El río Támesis contiene más de 80 islas, que van desde las grandes islas de Sheppey y Canvey en las marismas del estuario, hasta pequeños islotes cubiertos de árboles como la isla Rose en Oxfordshire y Headpile Eyot en Berkshire. Todas ellas se localizan entre la isla de Sheppey en Kent y la isla de Fiddler en Oxfordshire. Algunas de las islas interiores más grandes, por ejemplo, la isla Formosa cerca de Cookham y la isla Andersey en Abingdon, se crearon naturalmente cuando el curso del río se dividió en corrientes separadas.
En el área de Oxford, el río se divide en varios arroyos en el terreno inundable (Seacourt Stream, Castle Mill Stream, Bulstake Stream y otros), creando varias islas (como la de Fiddler, Osney y otras). Las islas Desborough, Ham en Old Windsor y Penton Hook fueron creadas artificialmente por cortas en el río y canales de navegación. Chiswick Eyot es un punto de referencia en el circuito de regatas, mientras que la isla de Glover forma el centro de las vistas desde Richmond Hill.
Las islas de interés histórico incluyen la isla Magna Carta en Runnymede, la isla de Fry en Reading y la isla de Pharaoh cerca de Shepperton. En tiempos más recientes, Platts Eyot en Hampton fue el lugar donde se construyeron lanchas motoras torpederas, la isla de Tagg cerca de Molesey fue arrendada por el empresario teatral Fred Karno para construir un casino en la década de 1910, y la isla Eel Pie en Twickenham fue el lugar de nacimiento para la escena musical del rhythm and blues del sureste.
La abadía de Westminster y el palacio de Westminster se construyeron sobre los terrenos de Thorney, que solía ser una "ait" (término utilizado en inglés para denominar a una isla fluvial).

## Geología

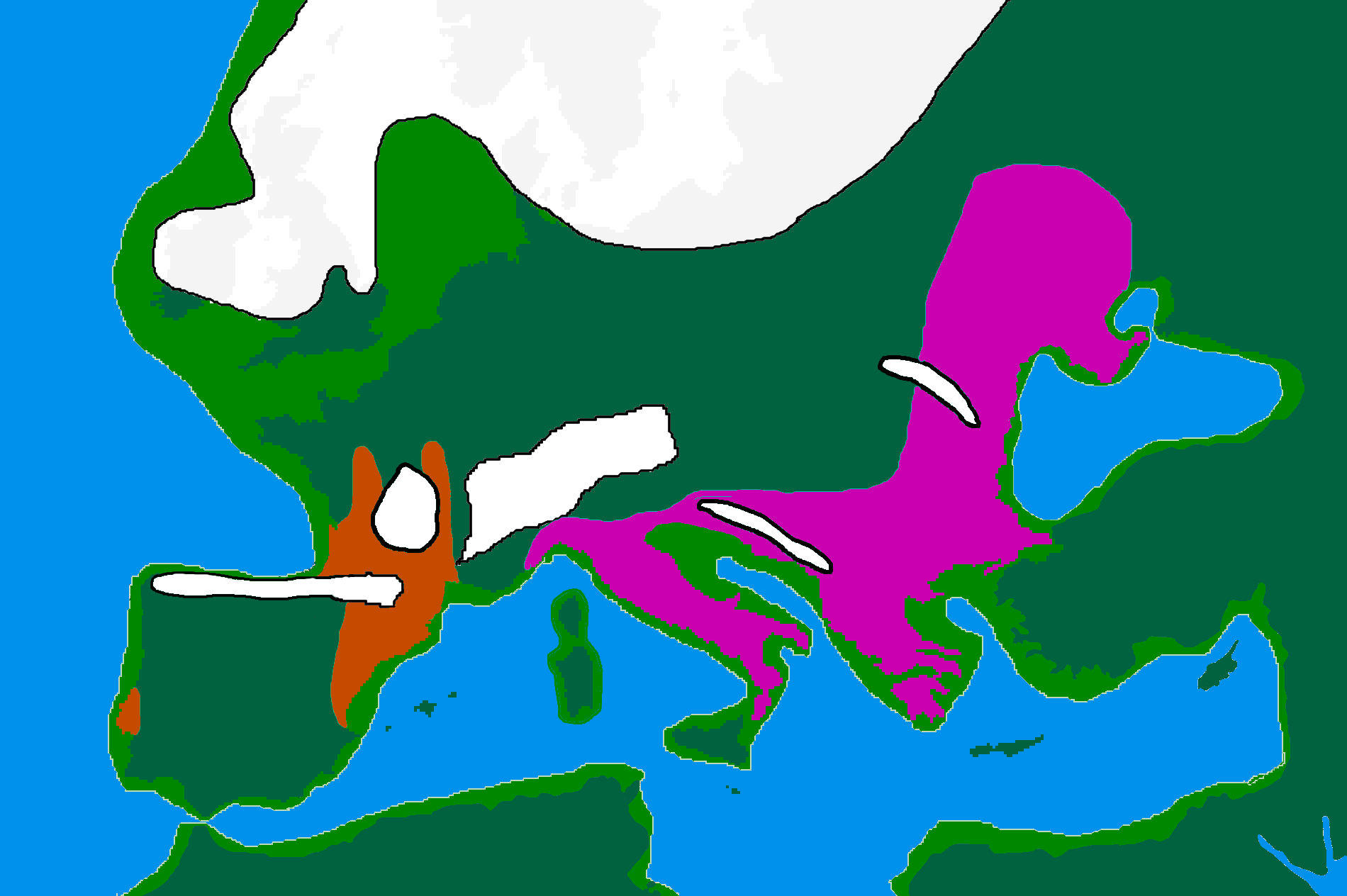
Refugios europeos durante el Último Máximo Glacial, hace 20.000 años. El Támesis era un río menor que se unía al Rin, en el sur de la cuenca del Mar del Norte en ese momento.
Culturas solutrense y proto solutrense
Cultura epi gravetiense

Los investigadores han identificado el río Támesis como una línea de drenaje discreta que fluye desde hace 58 millones de años, en la etapa Thanetiense de la época paleocena tardía. Hasta hace unos 500.000 años, el Támesis fluía en su curso actual a través de lo que ahora es Oxfordshire, antes de girar hacia el noreste a través de Hertfordshire y Anglia Oriental y alcanzar el mar del Norte cerca del actual Ipswich.
En este momento, las cabeceras del sistema fluvial se encontraban en la Región de las Tierras Medias Occidentales inglesas y, en ocasiones, pudieron haber recibido agua procedente de la cordillera Berwyn en Gales del Norte.

### Edad de hielo
Hace unos 450.000 años, durante el período glacial más extremo del Pleistoceno, la etapa Anglia, la extensión más meridional de la capa de hielo alcanzaba Hornchurch en el este de Londres, el Valle de St Albans y el Finchley Gap.
El río estaba represado en Hertfordshire, lo que provocó la formación de grandes lagos de hielo, que finalmente se desbordaron y provocaron que el río se desviara hacia su curso actual a través del área del Londres actual.
La lengua de hielo que se detuvo en el actual Finchley depositó allí unos 14 metros de bolos rocosos mezclados con arcillas. Su torrente de agua de deshielo brotó a través del Finchley Gap en dirección hacia el nuevo curso del Támesis, creándose el valle del río Brent en el proceso.
El avance del hielo de la etapa Anglia dio como resultado un nuevo curso para el Támesis a través de Berkshire y Londres, después de lo cual el río se reincorporó a su recorrido original por el sur de Essex, cerca del actual estuario del río Blackwater, donde desembocaba en un lago de agua dulce de grandes dimensiones que ocupaba la cuenca sur del Mar del Norte, al sur de la zona denominada Doggerland. El desbordamiento de este lago provocó la formación del río del Canal y posteriormente de la brecha del paso de Calais entre lo que en la actualidad son Gran Bretaña y Francia. La dinámica fluvial en épocas posteriores condujo a que se completara el curso que el río sigue en la actualidad.
La mayor parte de la roca madre del valle de Aylesbury comprende creta y arcillas que se formaron al final de la glaciación, y en determinadas épocas quedó sumergida bajo el proto Támesis ancestral. En estos períodos se formaron las vastas reservas subterráneas de agua responsables del elevado nivel freático del valle de Aylesbury.

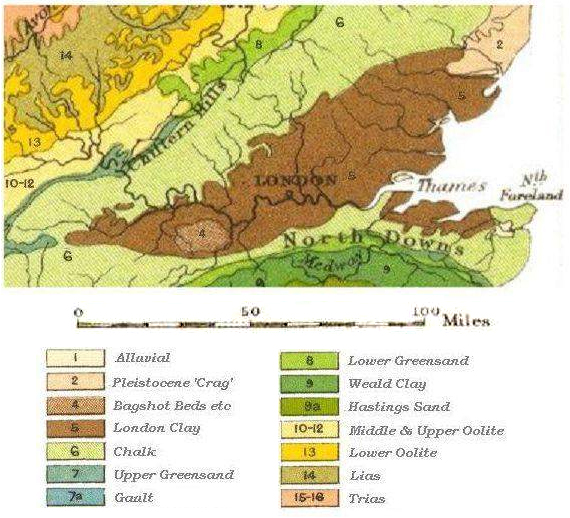
Mapa geológico de la cuenca de Londres. La arcilla de Londres aparece representada en color marrón oscuro

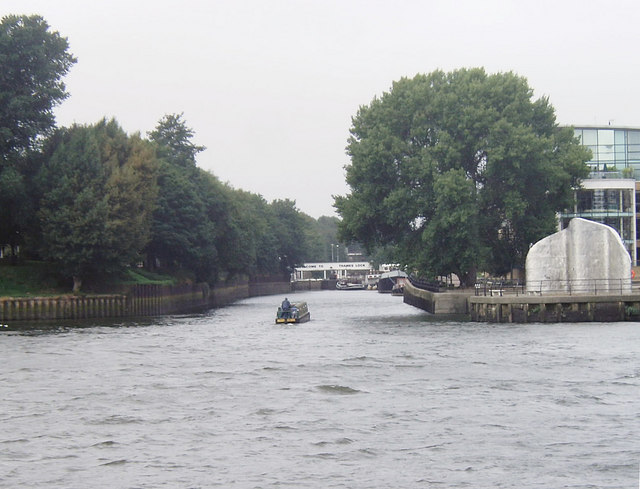
Confluencia de los ríos Támesis y Brent. El bote que aparece en el centro de la imagen está remontando el río Brent. Desde este punto hasta Hanwell, el río Brent ha sido canalizado y comparte su curso con el canal Gran Unión

En el apogeo de la última edad del hielo, alrededor del año 20.000 a. C., Gran Bretaña estaba conectada con el continente europeo por una gran extensión de tierra conocida como Doggerland, localizada en el sur del mar del Norte. En ese momento, el curso del Támesis no continuaba hacia Doggerland, sino que fluía hacia el sur desde la costa este de Essex, donde se encontraba con las aguas del proto-delta del Rin-Mosa-Escalda un conjunto de ríos que fluía desde lo que ahora son los Países Bajos y Bélgica. Estos ríos formaban un solo río, el río del Canal (Fleuve Manche), que atravesaba el estrecho de Dover y desembocaba en el océano Atlántico, en lo que es hoy el Canal de la Mancha occidental.
Sobre los lados del valle del Támesis y algunos de sus afluentes se pueden ver otras terrazas de arcillas arenosas, superpuestas y a veces intercaladas con otras arcillas. Estos depósitos fueron traídos por los vientos durante los períodos periglaciales, lo que sugiere que las marismas amplias y planas formaban entonces parte del paisaje, que los nuevos ríos procedieron a atravesar.
La inclinación de algunos lados del valle indica unos niveles del mar mucho más bajos causados por la glaciación (que confinó sobre las masas de tierra grandes cantidades de agua en forma de hielo), lo que provocó que el agua del río fluyera velozmente hacia el mar y erosionara hacia abajo su lecho rápidamente.
La superficie terrestre original estaba alrededor de 350 a 400 pies (106,7 a 121,9 m) sobre el nivel del mar actual. La superficie contenía depósitos arenosos de un mar antiguo, colocados sobre arcilla sedimentaria (la denominada arcilla de Londres azul). Toda la erosión hacia abajo desde esta superficie terrestre más alta, y la acción de clasificación ejercida por los cambios de flujo y de dirección del río, formaron lo que se conoce como las terrazas de grava del Támesis.
Desde la época de los romanos y quizás antes, el reequilibrado isostático tendente a compensar el peso perdido de las capas de hielo anteriores, y su interacción con el cambio del nivel del mar, han dado lugar a que el antiguo valle del río Brent, junto con el del Támesis, se llenen de nuevo de sedimentos. Por lo tanto, en gran parte del curso actual del Brent, se pueden distinguir las llanuras inundación ricas en materiales aluviales, que se ven incrementados por los frecuentes episodios en los que se desbordan los ríos.

## Vida silvestre

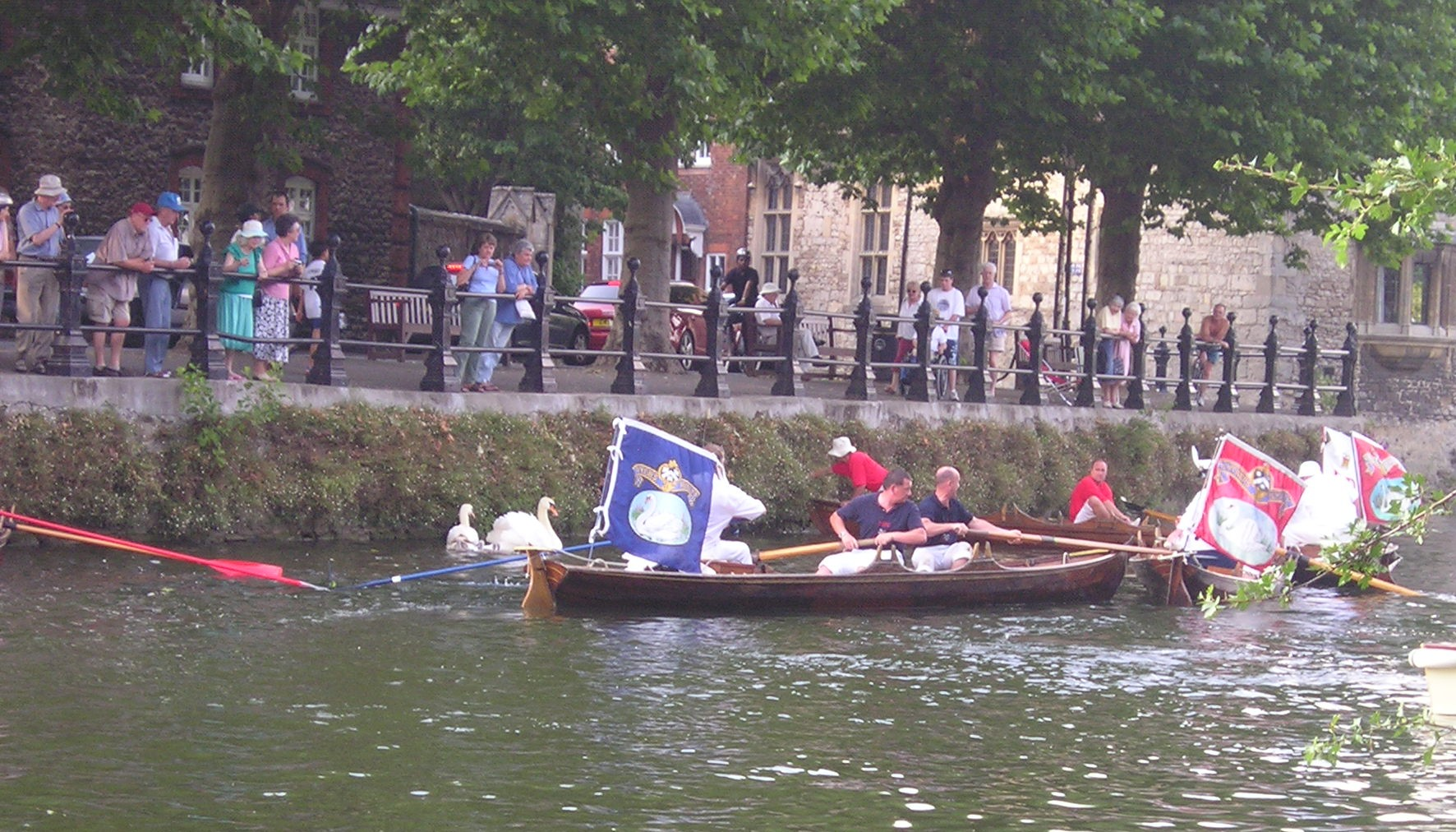
Recuento en el río de los cisnes (propiedad de la Corona Británica) desde embarcaciones de remos (el tradicional "Swan Upping")

Varias especies de aves (tanto marinas como de tierra adentro) se alimentan en el río o anidan en él, y pueden verse con facilidad cormoranes, gaviotas reidoras y gaviotas argénteas. Los cisnes comunes son una presencia familiar en el río, aunque el cisne negro asilvestrado (traído en el siglo XIX desde Australia) es más raro. Todos los años se lleva a cabo en el Támesis la antigua tradición del Swan Upping, el recuento de los cisnes que pueblan el río, que son propiedad de la Corona Británica.
Los gansos no nativos que se pueden ver incluyen gansos del Canadá, gansos de Egipto y gansos de la India, y los patos incluyen el familiar ánade real nativo de Inglaterra, además de especies introducidas como el pato mandarín y del pato de La Florida. Otras aves acuáticas que se encuentran en el Támesis son el somormujo lavanco, la focha común, la polla de agua, la garza real y el martín pescador. Muchos tipos de aves británicas también viven junto al río, aunque no son específicas del hábitat fluvial.
El Támesis contiene agua de mar y agua dulce, por lo que pueden encontrarse tanto especies marinas (en el entorno del estuario) como especies fluviales (en el resto del río). Sin embargo, la elevada densidad de importantes núcleos urbanos localizados en varios tramos del Támesis, supone un grave riesgo para muchas poblaciones de peces, y no es infrecuente que mueran decenas de miles de ejemplares debido a los contaminantes que se filtran al río como consecuencia de las actividades humanas. Se ha reintroducido el salmón, que habita en ambos entornos, y con este fin se ha dispuesto una sucesión de escalas remontables en los azudes que regulan el cauce para permitirles viajar río arriba.
El 5 de agosto de 1993, se capturó cerca de Boulters Lock, en Maidenhead (en la zona libre del influjo de las mareas), el mayor salmón registrado en la historia del río. El espécimen pesó 14+1/2 de libra (6,6 kg) y midió 22 pulgadas (55,9 cm) de longitud. Las anguilas están particularmente asociadas con el Támesis, y en épocas pasadas era habitual que se colocaran nasas para pescarlas. Los peces de agua dulce del Támesis y sus afluentes incluyen la trucha, el bagre, ciprínidos, el rutilo, barbos, percas, el lucio, el alburno y lenguados. También se han descubierto recientemente en el río colonias de caballitos de mar, así como ejemplares de cazón y de musola dentuda. Así mismo, el río alberga algunos crustáceos invasores, como el cangrejo del Pacífico y el cangrejo de Shanghái.
También se sabe que algunos mamíferos acuáticos habitan el Támesis, con una población de foca gris y de foca común que asciende a unos 700 ejemplares en el estuario del río. Estos animales han sido avistados río arriba hasta Richmond. El delfín mular y las marsopas también se han avistado en el Támesis.
El 20 de enero de 2006, una ballena de 16 a 18 pies (4,9 a 5,5 m) nadó río arriba por el Támesis hasta Chelsea, un hecho extremadamente inusual, dado que estos animales generalmente se encuentran en aguas marinas profundas. Se congregaron numerosas personas en las orillas del río para ver a la ballena, pero la expectación inicial pronto se convirtió en preocupación, ya que el animal se acercó a unos metros de las orillas, casi encallando, y se estrelló contra un bote vacío, lo que le provocó un ligero sangrado. Aproximadamente 12 horas después, se cree que la ballena fue vista nuevamente cerca de Greenwich, posiblemente regresando al mar. Poco después se realizó un intento de rescate que duró varias horas, pero finalmente la ballena murió en una barcaza (véase ballena del río Támesis).

## Historia humana

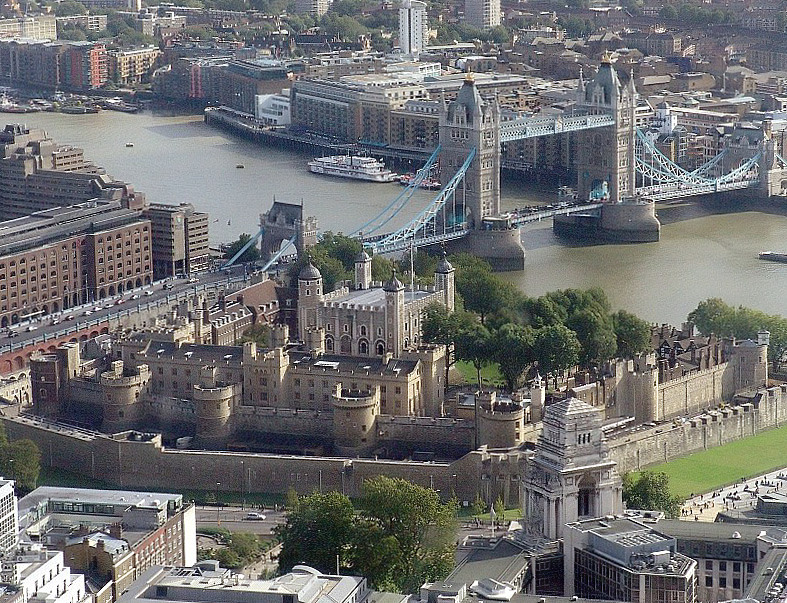
La Torre de Londres, comenzada en el, junto al Puente de la Torre, construido 800 años después

El río Támesis ha desempeñado varios papeles en la historia de los pobladores del sur de Gran Bretaña: como recurso económico, ruta marítima, límite, suministro de agua dulce, fuente de alimentos y, más recientemente, como centro de ocio. En 1929, John Burns, antiguo diputado de Battersea, respondió a la comparación desfavorable del Támesis frente al Misisipi realizada por parte de un estadounidense, acuñando la expresión "El Támesis es historia líquida".
Hay evidencias de presencia humana habitando las orillas del río que se remontan a la época neolítica. El Museo Británico conserva un cuenco decorado (datado en 3300–2700 a. C.), encontrado en el río en Hedsor, Buckinghamshire, y se descubrió una cantidad considerable de restos arqueológicos durante las excavaciones realizadas en el lago Dorney. Se han descubierto varios emplazamientos con artefactos procedentes de la Edad del Bronce en las orillas del río, incluidos los asentamientos localizados en Lechlade-on-Thames, Cookham y Sunbury-on-Thames.
Tan profundos han sido los cambios en este paisaje, que las pocas evidencias halladas de la presencia del hombre anterior al último periodo glacial inevitablemente muestran signos de haber sido arrastradas por el agua, y no revelan aspecto alguno de carácter específicamente local. Del mismo modo, la evidencia posterior de ocupación, incluso desde la llegada de los romanos, podría estar localizada junto a las orillas originales del Brent, pero se encontraría enterrada bajo los sedimentos acumulados durante siglos.

### Gran Bretaña romana
Algunas de las primeras referencias escritas al Támesis (en latín: Tamesis) aparecen en el relato de Julio César de su segunda expedición a Gran Bretaña en el 54 a. C., cuando el Támesis presentaba un obstáculo importante y se encontró con las tribus bélgicas de la Edad del Hierro de los catuvellaunos y de los atrebates apostados junto al río. La confluencia del Támesis y del Cherwell había sido el lugar donde se habían establecido los primeros asentamientos indígenas en la zona, y el río Cherwell marcaba el límite entre la tribu de los dobunni al oeste y la tribu de los catuvellaunos al este (dos tribus prerromanas celtas). Precisamente, a finales de la década de 1980 se excavó un gran asentamiento perteneciente a la cultura romano-británica en las afueras del pueblo de Ashton Keynes, en Wiltshire.
A partir del 43 d. C., bajo el emperador Claudio, los romanos conquistaron Britania y, reconociendo la importancia estratégica y económica del río, construyeron fortificaciones en el valle del Támesis, incluida la fortaleza principal de Durnovaria, en el lugar que hoy ocupa Dorchester. Dos de los fuertes se ubicaron en Cornhill y en Ludgate Hill, lugares elevados fácilmente defendibles situados cerca de una zona del río lo suficientemente profunda para los barcos de la época y lo suficientemente estrecha para poder ser cruzada con un puente. Al abrigo de los dos fuertes, Londinium (Londres) comenzó a crecer alrededor del río Walbrook en la orilla norte del Támesis hacia el año 47. Boudica de Icenos arrasó el asentamiento en el 60 o 61 d. C., pero pronto fue reconstruido y, tras la finalización de su puente, creció hasta convertirse en la capital provincial de la isla.
Los siguientes puentes romanos aguas arriba estaban situados en Staines y en la "calzada del diablo" entre Londinium y Calleva (Silchester). Los barcos podían ser arrastrados hacia la ciudad gracias a la marea creciente, sin necesidad de depender del viento o de la fuerza de animales de tiro.

### Edad Media
Un asentamiento romano-británico creció al norte de la confluencia de los dos ríos, en parte porque el sitio estaba naturalmente protegido de los ataques en el lado este por el Cherwell y en el oeste por el Támesis. Este asentamiento dominó el comercio de cerámica en lo que ahora es el centro del sur de Inglaterra, distribuyéndose en barcos por el Támesis y sus afluentes.
La competencia por el uso del río creó un conflicto de siglos de antigüedad entre quienes querían represar el río para construir canales y trampas para peces y quienes querían viajar y transportar mercancías por él. La prosperidad económica y la fundación de monasterios ricos por parte de los anglosajones atrajeron a visitantes no deseados y, alrededor del año 870 d. C., los vikingos estaban realizando incursiones por el Támesis aprovechando las mareas, causando estragos como la destrucción de la abadía de Chertsey.

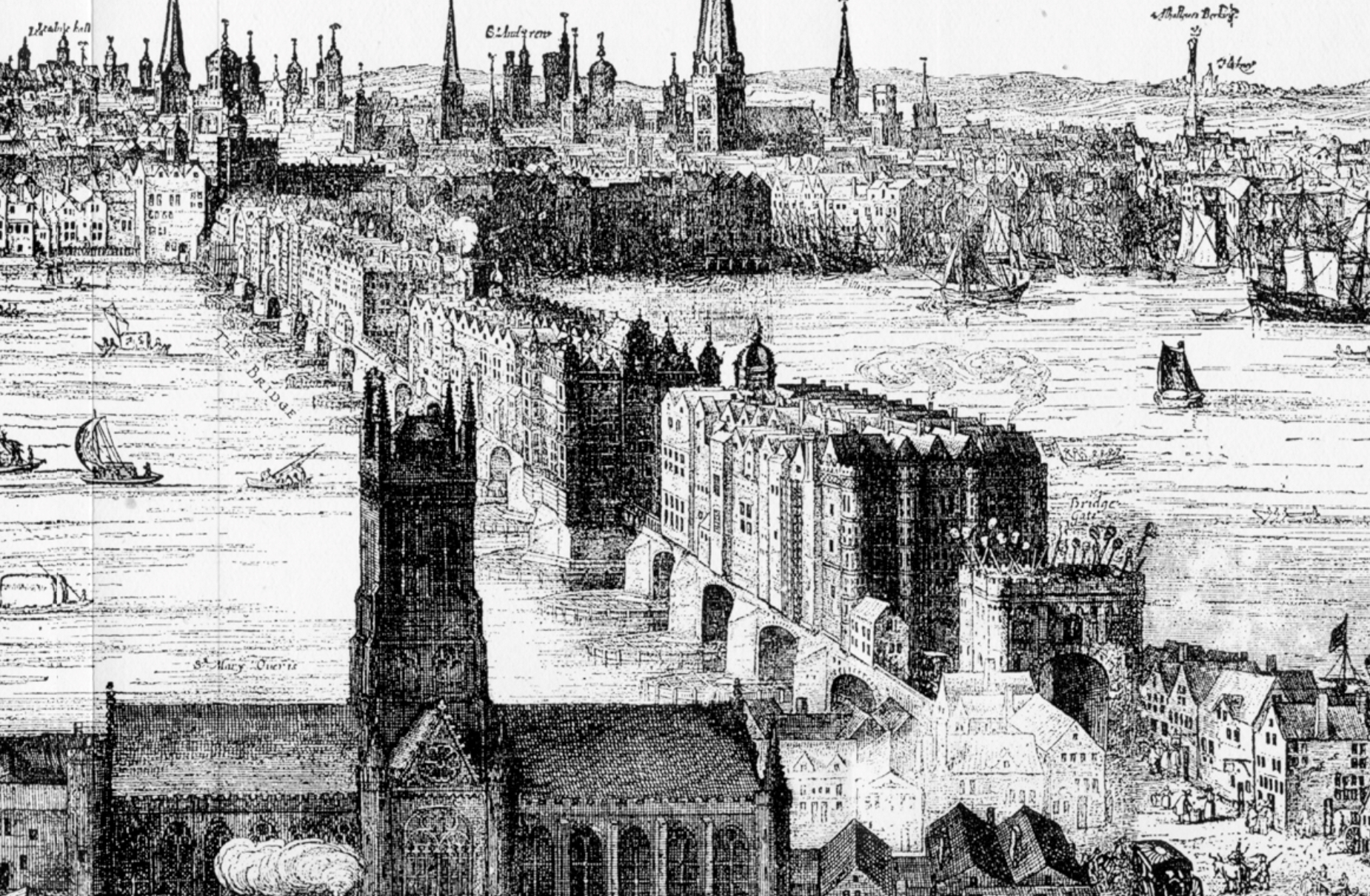
Grabado de 1616 obra de Claes Van Visscher mostrando el Puente de Londres, con Santa María Sobre el Río (actual Catedral de Southwark) al fondo

Una vez que el rey Guillermo I de Inglaterra obtuvo el control total del valle del Támesis, estratégicamente importante, invadió el resto de Inglaterra. Hizo construir numerosos castillos, incluidos los de Wallingford, Rochester, Windsor y, lo que es más importante, la Torre de Londres. De aquella época data el Libro de Domesday, donde quedaron registrados detalles de la actividad del Támesis. Los siglos siguientes vieron cómo el conflicto entre el rey y los barones llegaba a un punto crítico en el año 1215 d. C., cuando el rey Juan se vio obligado a firmar la Carta Magna en una isla del Támesis en Runnymede. Entre muchas otras cosas, la carta otorgaba a los barones el derecho de Navegación por el río bajo la Cláusula 23.
Otra consecuencia importante del reinado de Juan fue la finalización del primitivo Puente de Londres, una estructura con gran cantidad de pilares en el cauce, que actuó como una barrera y un dique en el río, afectando al flujo de la marea río arriba y aumentando la probabilidad de que el río se congelara. En los tiempos de las dinastías Tudor y Estuardo, varios reyes y reinas construyeron magníficos palacios junto al río en Hampton Court, Kew, Richmond upon Thames, Whitehall y Greenwich.
Ya en la década de 1300, el Támesis se utilizó para eliminar los desechos generados en la ciudad de Londres, convirtiendo así el río en una cloaca a cielo abierto. En 1357, el rey Eduardo III describió así el estado del río en una proclama: "... el estiércol y otras inmundicias se habían acumulado en diversos lugares en las orillas del río con... humos y otros hedores abominables que emanaban de ellos".
El crecimiento de la población de Londres aumentó considerablemente la cantidad de desechos que se vertían al río, incluidos los excrementos humanos, los desechos animales de los mataderos y los desechos procedentes de fábricas y talleres. Según el historiador Peter Ackroyd, "un baño público en el Puente de Londres vertía sus residuos directamente en el río situado debajo, y se construyeron letrinas por encima de todos los afluentes que desembocaban en el Támesis".

### Comienzo de la Edad Moderna

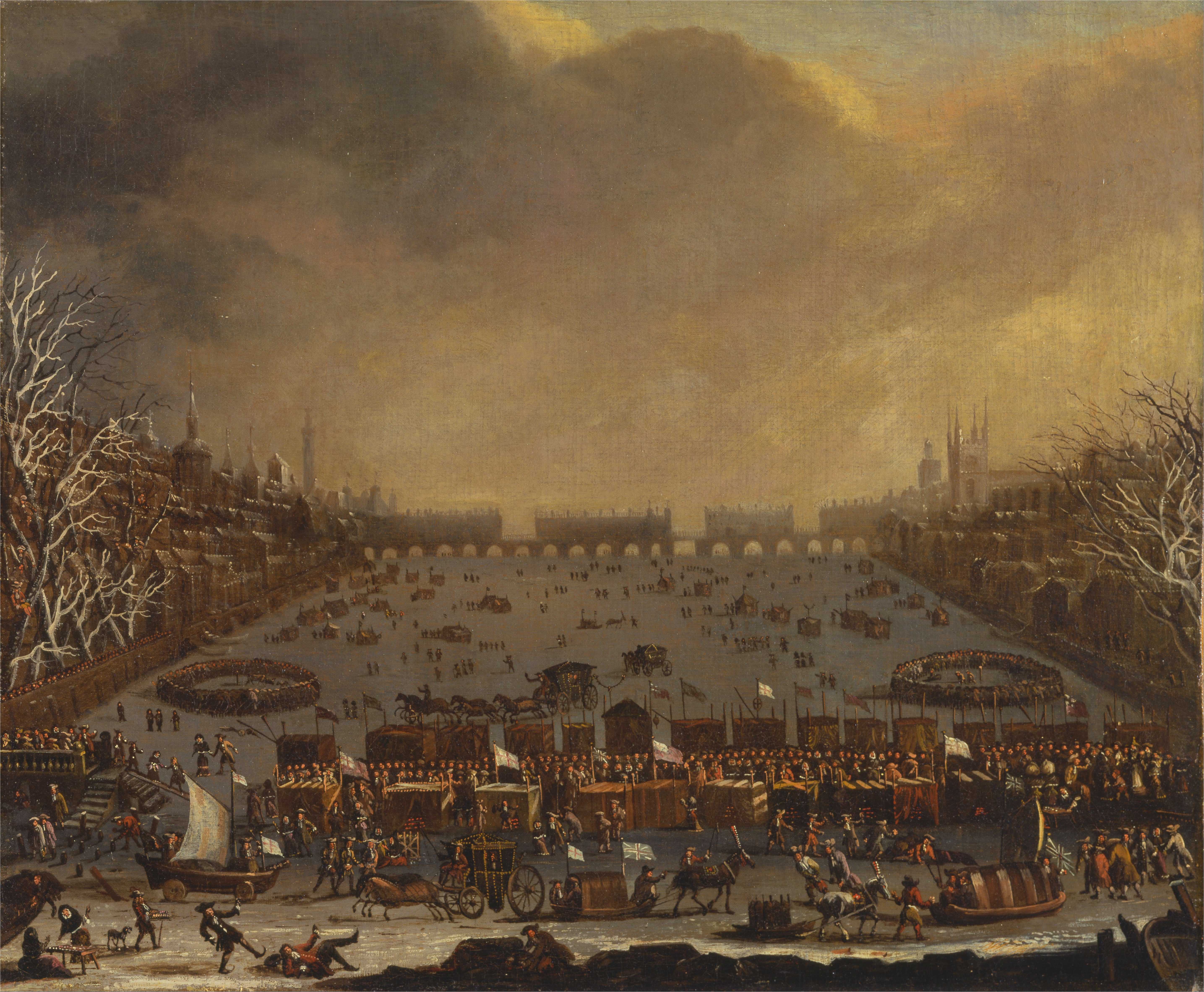
Feria sobre el Támesis helado, hacia 1685

Durante una serie de fríos inviernos, el Támesis se congeló, alcanzando la zona del puente de Londres: en la primera feria sobre el hielo del río celebrada en 1607, se instaló un campamento de tiendas de campaña en el cauce helado del río junto con una serie de diversiones, incluida una bolera sobre el hielo.
En épocas del año menos frías, las barcazas viajaban diariamente de Oxford a Londres transportando madera, lana, alimentos y ganado. La piedra procedente de las canteras de los montes Cotswold utilizada para reconstruir la Catedral de San Pablo de Londres después del gran incendio de 1666 se traía por el río desde Radcot. El Támesis también era la ruta principal entre la ciudad de Londres y Westminster en los siglos XVI y XVII, y el gremio de clanes de marineros transportaba a los londinenses de un embarcadero a otro y no toleraba interferencias externas. En 1715, Thomas Doggett estaba tan agradecido con un barquero local por sus esfuerzos para llevarlo a casa remontando la corriente, que organizó una carrera de remo para barqueros profesionales conocida como la "Doggett's Coat and Badge".

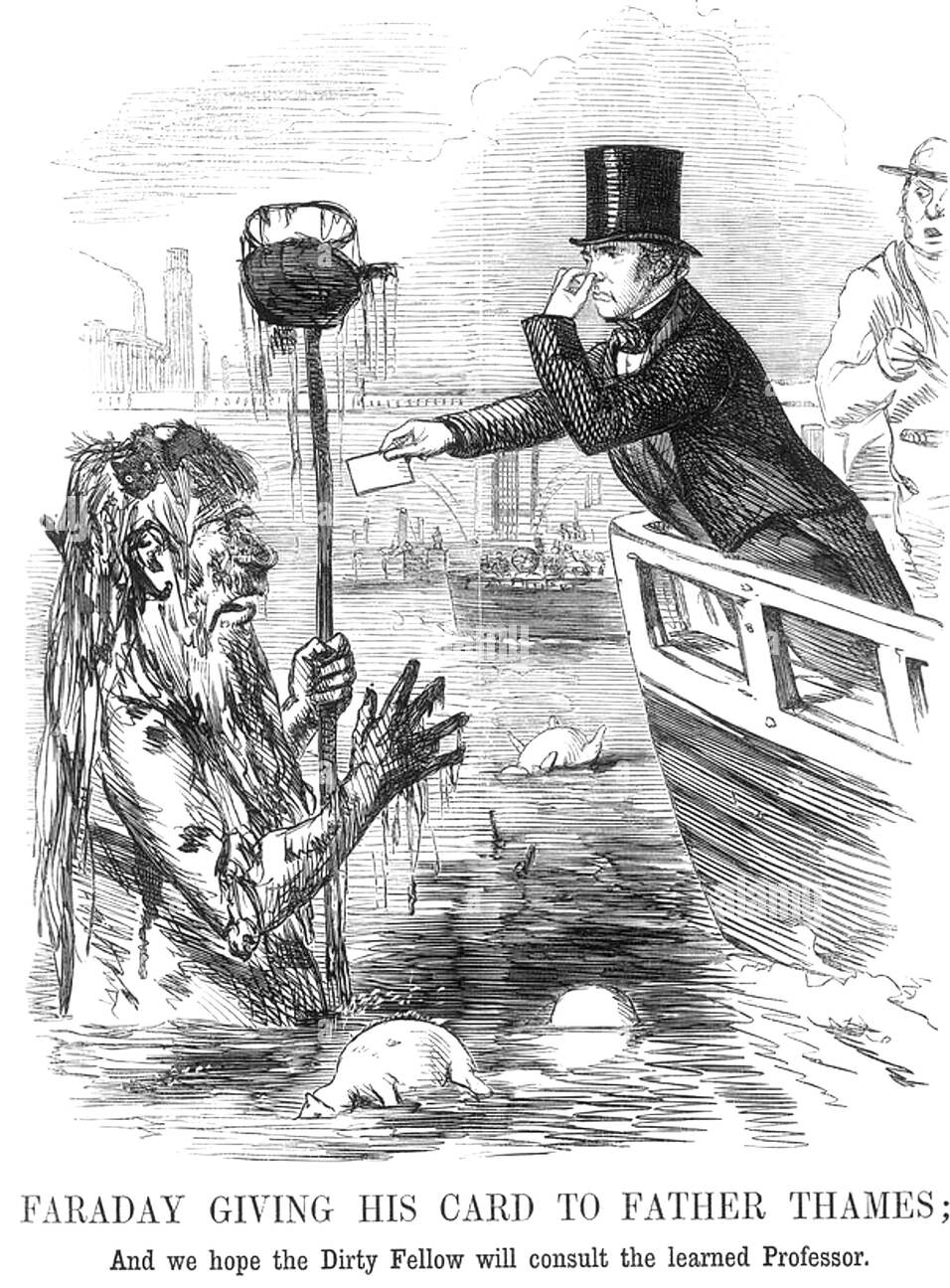
Michael Faraday entregando su carta al Padre Támesis, caricatura alusiva a la carta del científico publicada en el diario The Times en julio de 1855, en la que criticaba el estado del río

En el siglo XVIII, el Támesis era una de las vías fluviales más transitadas del mundo, ya que Londres se convirtió en el centro mercantil del vasto imperio británico, y progresivamente durante el siglo siguiente los muelles de su puerto fluvial se expandieron hasta la isla de los Perros y más allá, y se hicieron esfuerzos para resolver los conflictos de navegación aguas arriba mediante la construcción de esclusas en el Támesis. 
Después de que las temperaturas comenzaron a subir nuevamente, el río dejó de congelarse a partir de 1814. La construcción de un nuevo Puente de Londres en 1825, con menos pilares de apoyo sobre el cauce que el anterior, permitió que el río fluyera más libremente y evitó que se congelara en los inviernos fríos.
En el comienzo de la Edad Moderna, la población de Londres y sus industrias siguieron arrojando sus deshechos al río, al que iban a parar los residuos de mataderos, lonjas y talleres de curtido de pieles. Los restos fecales acumulados en los pozos negros de los edificios en ocasiones se desbordaban, especialmente cuando llovía, y toda clase de inmundicias se arrastraban hacia las calles y alcantarillas de Londres, que finalmente conducían al Támesis. Desde finales del siglo XVIII y en el siglo XIX, personas conocidas como mudlarks rebuscaban objetos en el lodo del río para ganarse la vida.

### Época victoriana

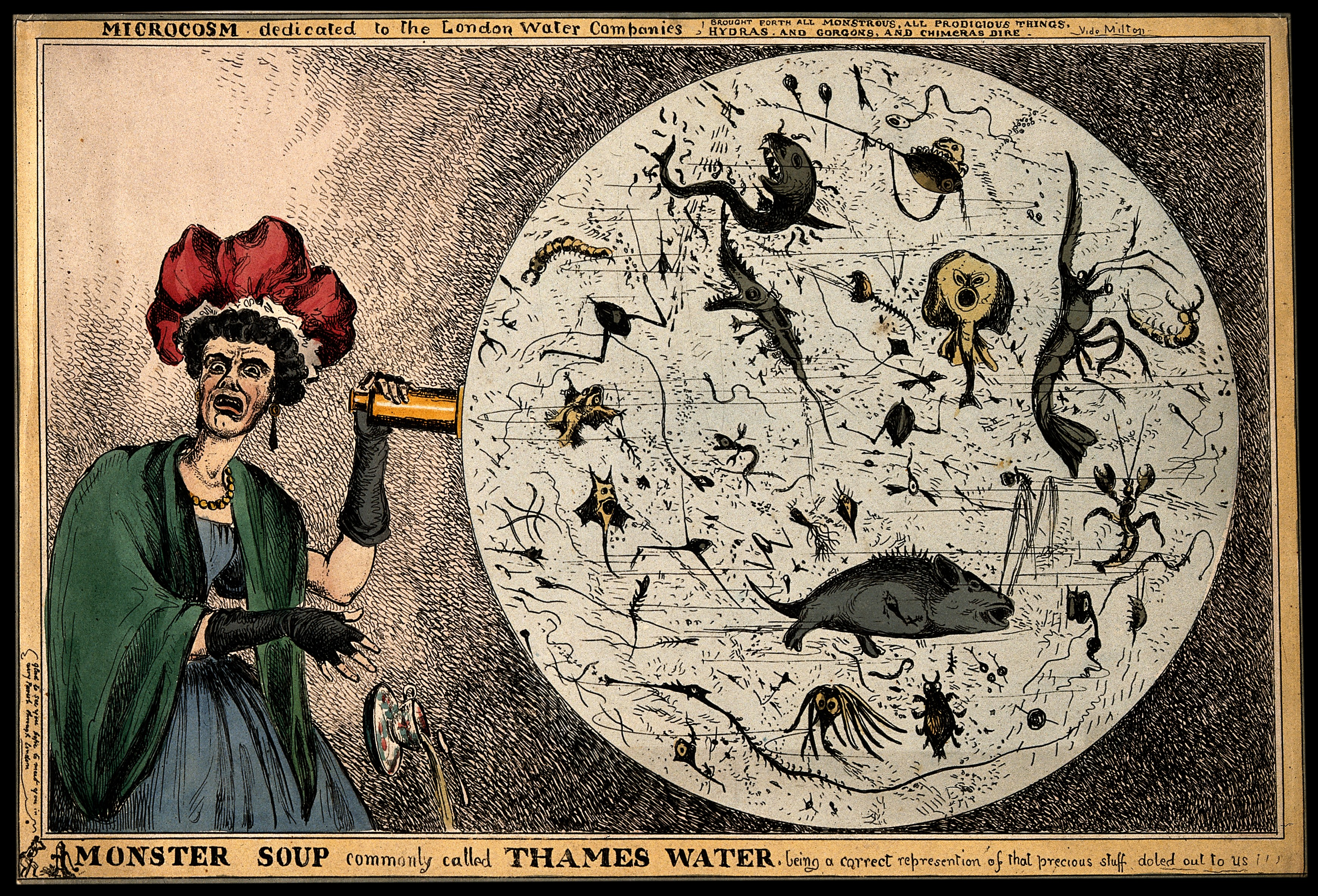
Viñeta satírica obra de William Heath, que muestra a una mujer observando monstruos en una gota de agua de Londres (tras publicarse el informe de la Comisión sobre el Suministro de Agua de Londres, 1828)

En el siglo XIX, la calidad del agua en el Támesis se deterioró aún más. Anteriormente, la descarga de aguas residuales sin procesar en el Támesis solo era común en la City de Londres, lo que convertía su canal de marea en un lugar donde se acumulaban muchas bacterias dañinas. Se construyeron plantas para obtener gas de alumbrado a partir de carbón junto al río, y sus subproductos se vertían al agua, incluidos la cal gastada, amoníaco, cianuro y ácido fénico. El río tenía una temperatura anormalmente cálida causada por reacciones químicas en el agua, que también eliminaban el oxígeno en disolución. Cuatro brotes graves de cólera mataron a decenas de miles de personas entre 1832 y 1865. Los historiadores han atribuido la muerte del príncipe Alberto en 1861 a la fiebre tifoidea que se había propagado en las aguas sucias del río junto al Castillo de Windsor. Los pozos de suministro de agua que se alimentaban del nivel freático alimentado por el tramo del Támesis sin mareas o por sus afluentes resultaron contaminados debido a la instalación generalizada de inodoros equipados con depósitos de descarga en la década de 1850. Durante el episodio conocido como el 'gran hedor de 1858, la contaminación del río llegó a tal extremo que hubo que suspender las sesiones de la Cámara de los Comunes en Westminster. Se colgaron cortinas empapadas en cloro en las ventanas del Parlamento en un intento de evitar el olor del río, pero fue en vano.
Siguió un esfuerzo concertado para contener las aguas residuales de la ciudad mediante la construcción de un sistema masivo de alcantarillas dispuesto junto a los terraplenes norte y sur de las orillas del río, bajo la supervisión del ingeniero Joseph Bazalgette. Mientras tanto, se llevaron a cabo grandes proyectos similares para garantizar el suministro de agua, con la construcción de embalses y estaciones de bombeo en el río al oeste de Londres, lo que poco a poco contribuyó a mejorar la calidad del agua del Támesis.
La época victoriana supuso la construcción de obras de ingeniería icónicas vinculadas al río. La llegada de los ferrocarriles agregó numerosos puentes al conjunto de estructuras que ya cruzaban el Támesis, y también contribuyó a reducir la actividad comercial de navíos y barcazas en el río. Sin embargo, el uso deportivo y de ocio aumentó con el establecimiento de regatas como la de Henley y la célebre competición entre los remeros de Oxford y Cambridge. El 3 de septiembre de 1878, tuvo lugar uno de los peores desastres fluviales de Inglaterra, cuando la embarcación de recreo Princess Alice repleta de viajeros chocó contra el buque "Castle of Bywell", accidente que costó la vida a más de 640 personas.

### SigloXX

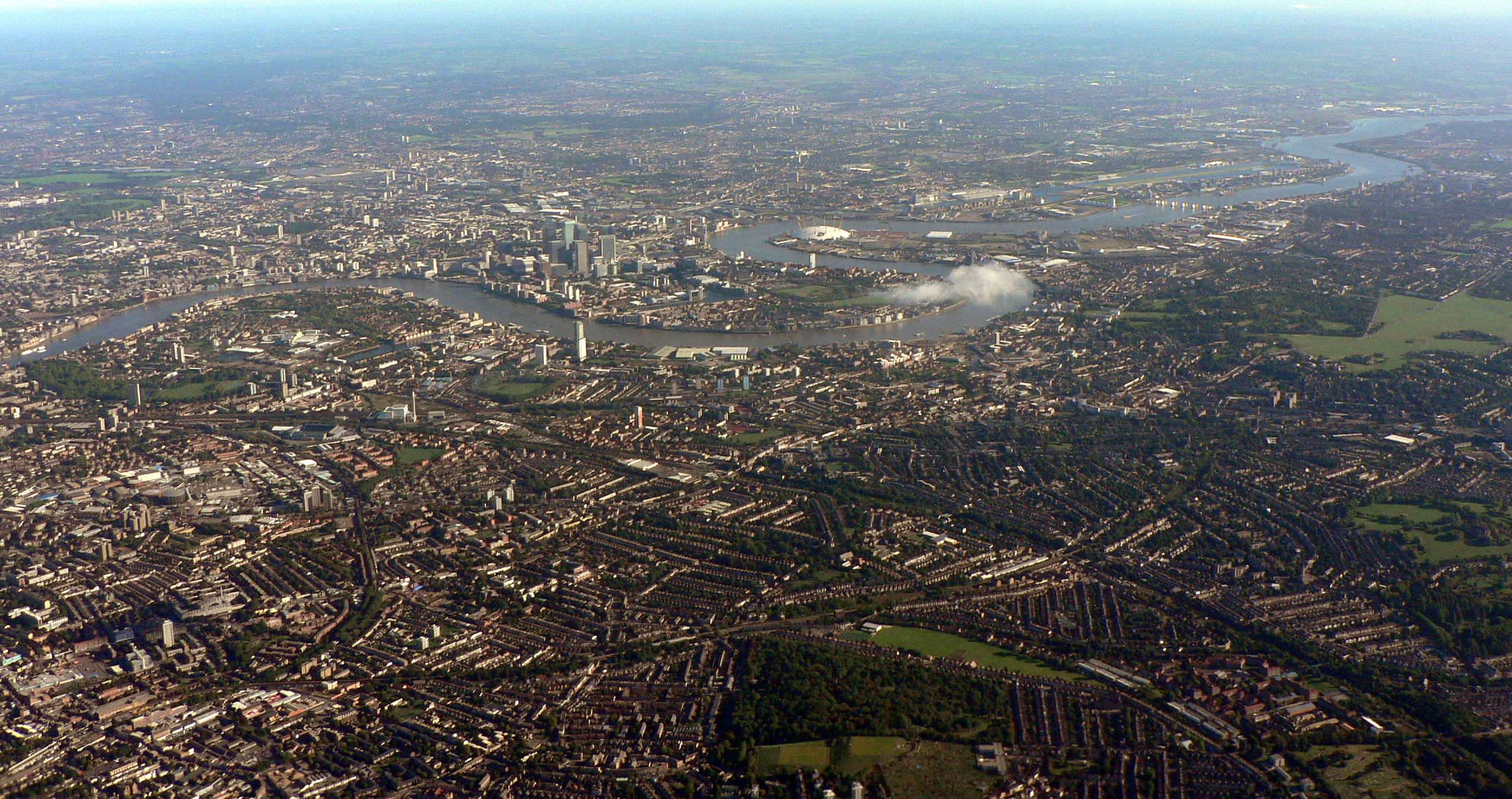
El Támesis a su paso por el este de Londres, con la isla de los Perros en el centro

El crecimiento del transporte por carretera y el declive del imperio británico en los años posteriores a 1914 redujeron la importancia económica del río. Durante la Segunda Guerra Mundial, la protección de ciertas instalaciones situadas junto al Támesis, en particular los muelles y las plantas de tratamiento de agua, fue crucial para mantener operativo el suministro de municiones y de agua del país. Las defensas del río incluyeron las Fortalezas Marinas Maunsell en el estuario y el uso de barreras de globos para dificultar la orientación de los bombarderos alemanes, ocultando el reflejo del agua y las formas del río durante el blitz.

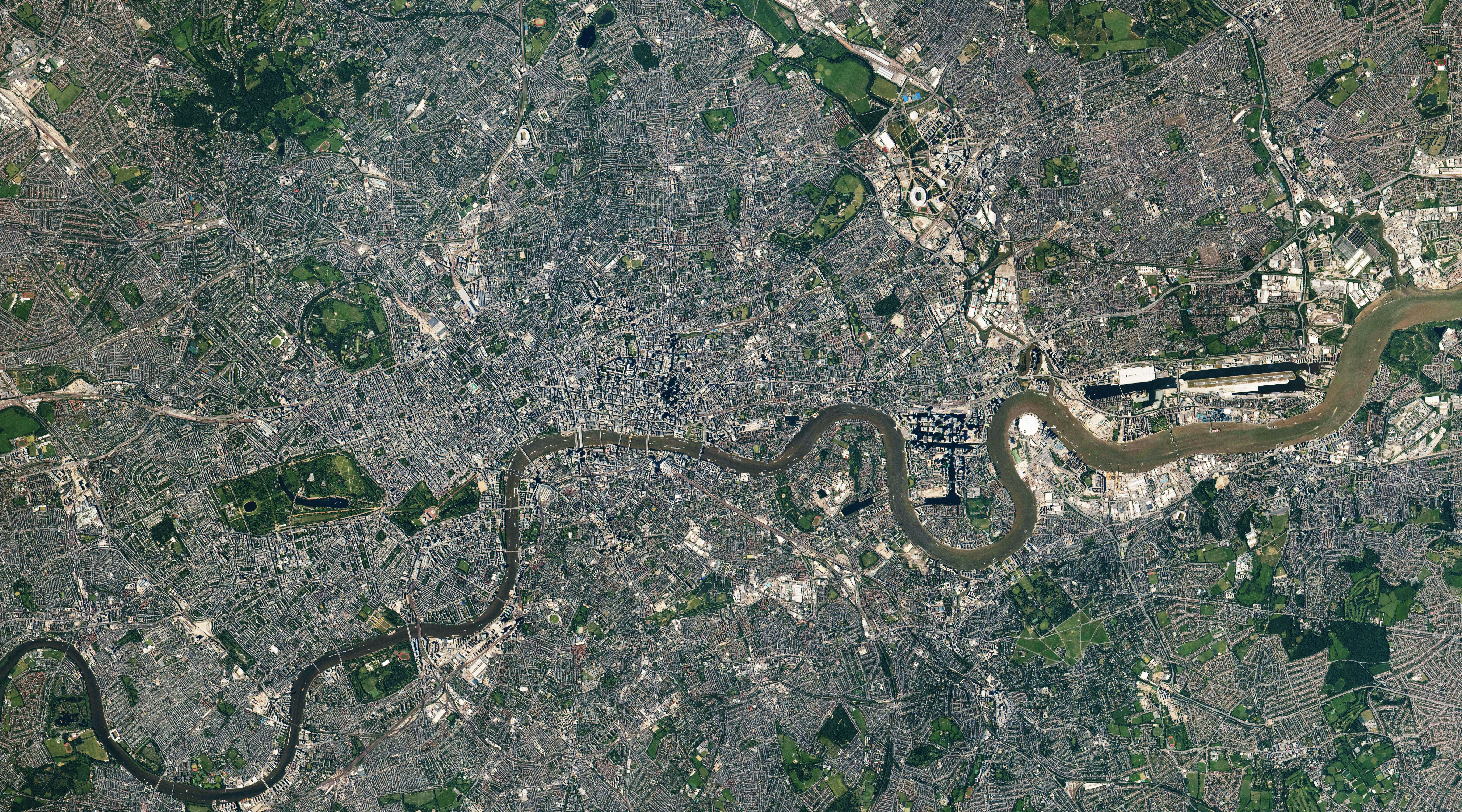
Una vista del Támesis a su paso por Londres, compuesta por 29 fotos tomadas desde la Estación Espacial Internacional en 2021

En la era de la posguerra, aunque el puerto de Londres siguió siendo uno de los tres puertos principales del Reino Unido, la mayor parte del comercio se trasladó río abajo desde el centro de Londres. A finales de la década de 1950, el flujo de gas metano generado en los lodos del río hizo que el agua burbujeara y que los productos tóxicos producidos desgastaran las hélices de los barcos.
El declive de la industria pesada y de los talleres de curtido de pieles, la reducción del uso de productos contaminantes derivados del petróleo y la mejora del tratamiento de aguas residuales han conseguido mejorar la calidad del agua en comparación con finales del siglo XIX y principios y mediados del siglo XX, y la vida acuática ha regresado a tramos del Támesis anteriormente 'muertos'.
A lo largo del río discurre el sendero del Támesis, un Camino Nacional habilitado para senderistas y ciclistas.
A principios de la década de 1980, se inauguró un dispositivo pionero de control de inundaciones, la Barrera del Támesis, que se cierra varias veces al año para evitar que las mareas vivas causen daños al inundar las áreas bajas de Londres río arriba (la crecida del Támesis de 1928 demostró la gravedad de este tipo de sucesos).
A finales de la década de 1990, el río Jubilee se acondicionó a lo largo de 7 millas (11 km) como un amplio canal de alivio de inundaciones "naturalizado" entre Taplow y Eton para contribuir a reducir el riesgo de inundaciones en Maidenhead, Windsor y la propia localidad de Eton, aunque al parecer el canal ha hecho que aumente la cota de las inundaciones en algunas localidades situadas inmediatamente río abajo.

### SigloXXI
En 2010, el Támesis ganó el premio ambiental mejor remunerado del mundo, el International Riverprize, dotado con 350.000 dólares. En agosto de 2022, el punto de surgencia que marca el nacimiento del río se desplazó cinco millas aguas abajo (localizándose más allá de Somerford Keynes) debido a la ola de calor de julio de 2022 que provocó que se secaran temporalmente algunos manantiales.

## El río como activo

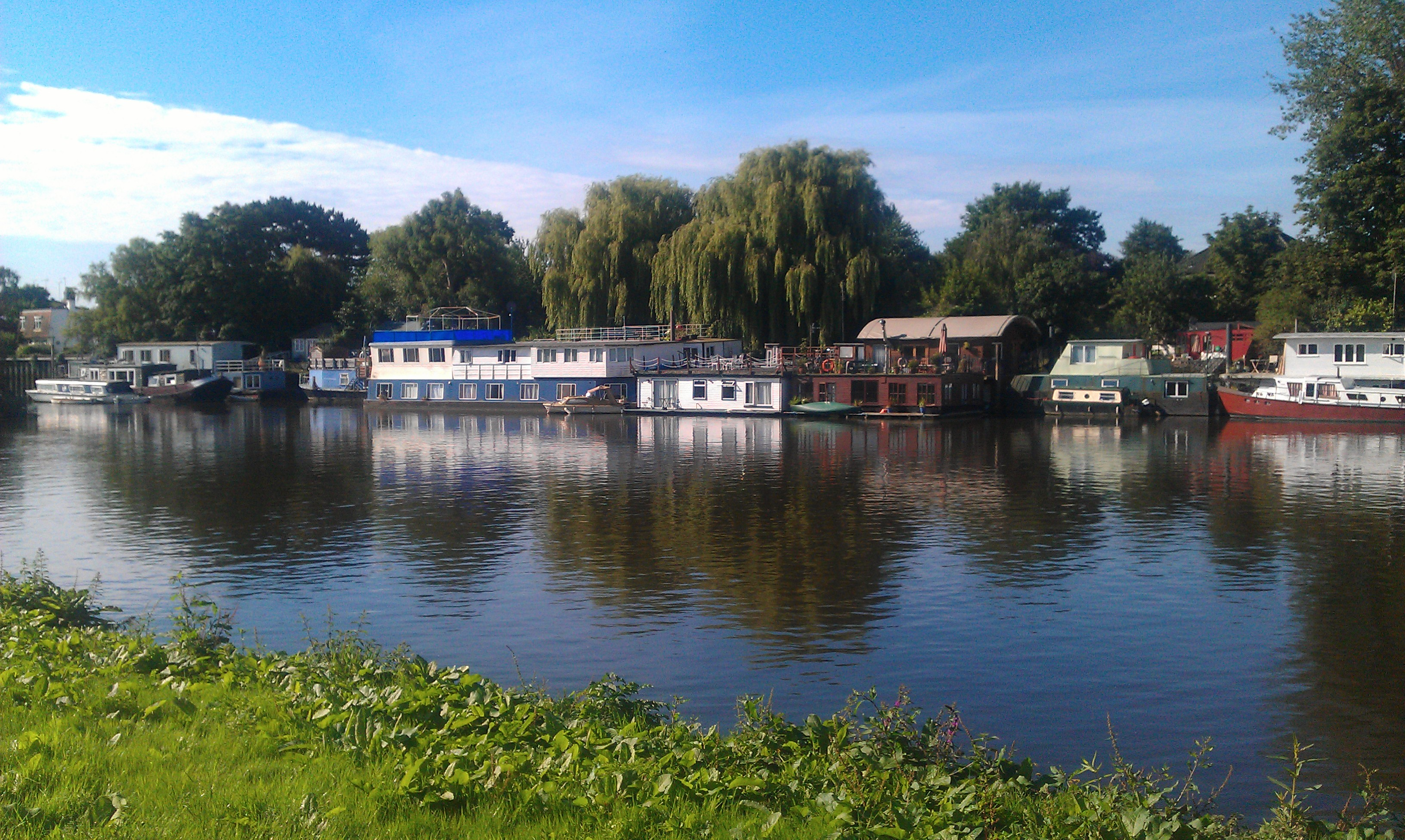
Casas flotantes en el Támesis, en el distrito de St Margaret, Twickenham

Uno de los principales recursos que proporciona el Támesis es el agua potable que distribuye la compañía Thames Water, responsable de dar servicio al área abarcada a lo largo de todo el río Támesis. El Anillo Principal forma el sistema troncal de distribución de agua en Londres. Conecta las instalaciones de tratamiento de agua de Hampton, Walton, Ashford y Kempton Park con el centro de Londres.
En el pasado, las actividades comerciales en el Támesis incluían la pesca (en particular, la captura de anguilas), la recogida de varas de sauce y de juncos que proporcionaban madera y material para fabricar cestas, y la impulsión de molinos hidráulicos para la producción de harina y papel, así como para la forja de metales. Estas actividades han desaparecido en gran medida.
El Támesis reúne en sus orillas tipos de viviendas muy diversos, incluidos bloques de pisos de gran altura en el centro de Londres y chalés en las orillas e islas río arriba. Algunas personas viven en casas flotantes, generalmente alrededor de Brentford y de la isla de Tagg.

### Transporte y turismo

#### Zona mareal del río

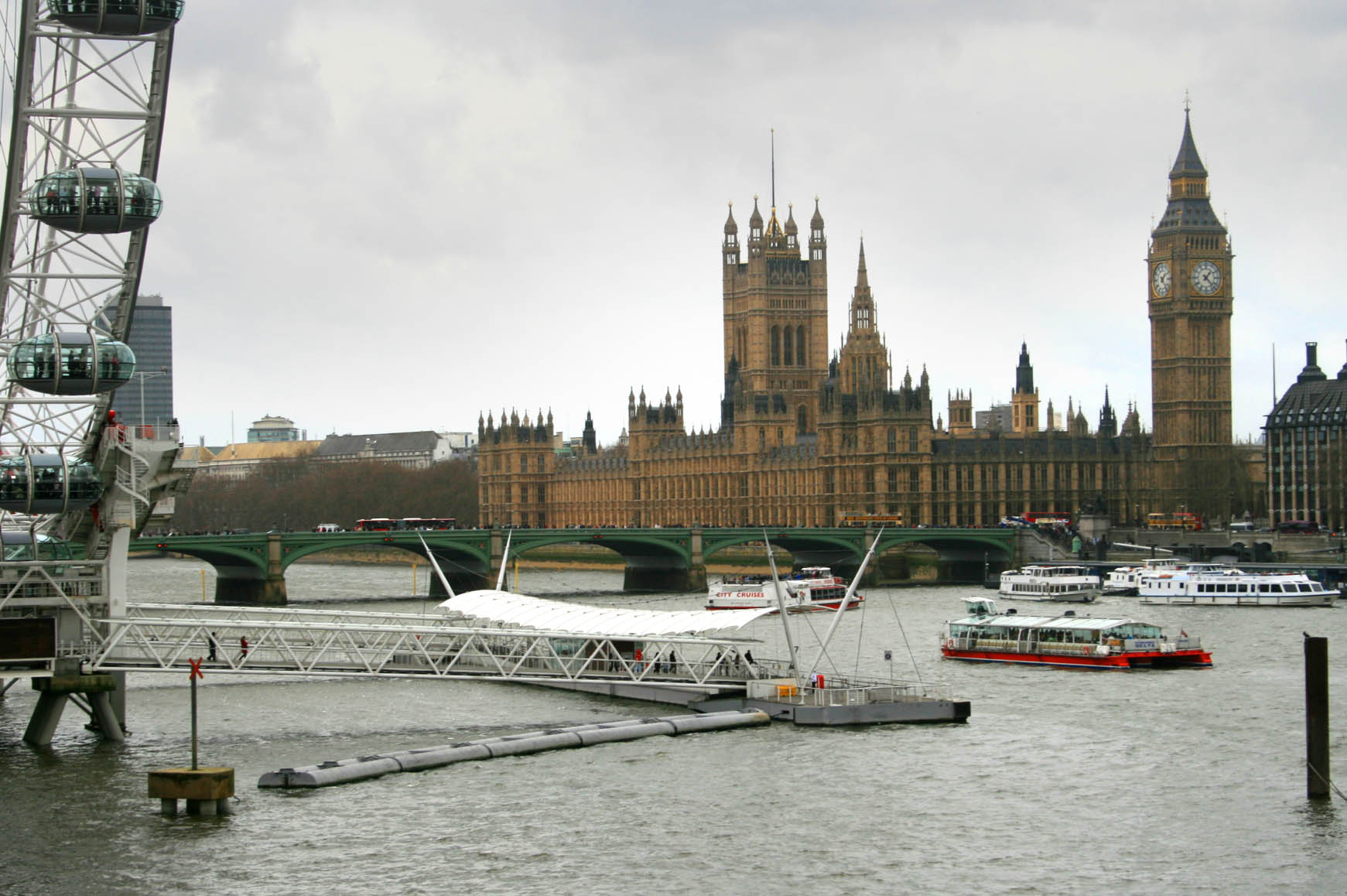
Servicio de embarcaciones de pasajeros en el Támesis

En Londres están disponibles muchos recorridos en barcos turísticos, que permiten contemplar desde el río lugares famosos como el Palacio de Westminster y la Torre de Londres. También existen servicios regulares de barcos fluviales de transporte de pasajeros coordinados por London River Services. El aeropuerto de la ciudad de Londres está situado junto al Támesis en el este de Londres, en lo que anteriormente fue uno de los muelles pertenecientes a las instalaciones portuarias de la ciudad.

#### Curso superior
La navegación de recreo y las actividades deportivas en el río han dado lugar a una serie de negocios que incluyen la construcción de embarcaciones, puertos deportivos, proveedores de barcos y servicios de salvamento.
En verano, los servicios de pasajeros operan en todo el curso superior del río desde Oxford hasta Teddington. Los dos mayores operadores son Salters Steamers y French Brothers. Salters opera servicios entre Folly Bridge, Oxford y Staines. Todo el viaje dura cuatro días y requiere varios cambios de barco. French Brothers opera servicios de pasajeros entre Maidenhead y Hampton Court.
A lo largo del Támesis, varias empresas privadas más pequeñas también ofrecen viajes por el río en Oxford, Wallingford, Reading y Hampton Court. También es posible alquilar embarcaciones para recorrer el río por cuenta propia.

#### Teleférico

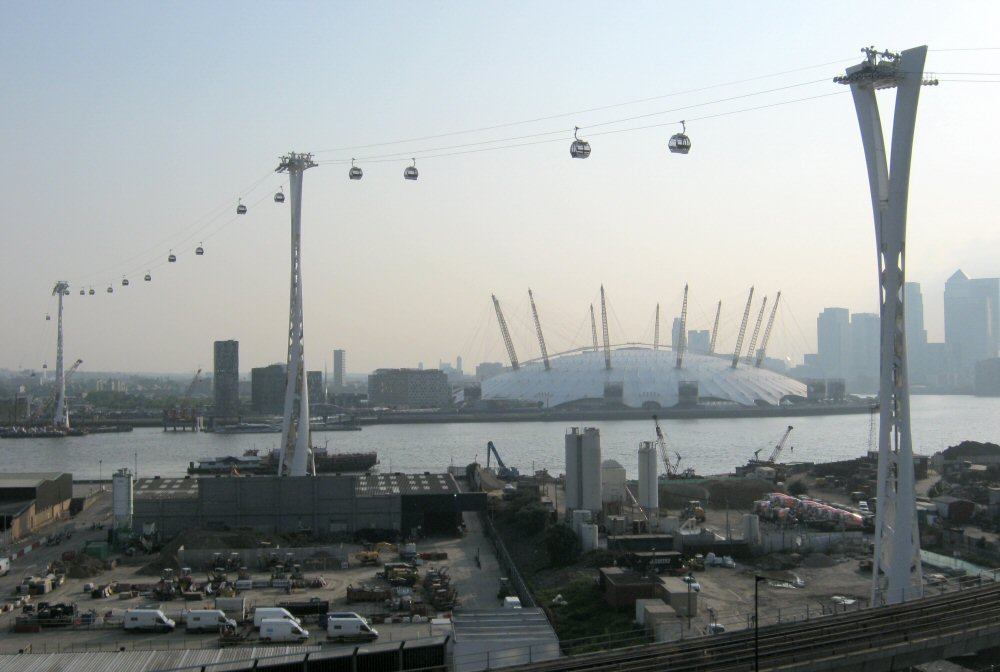
El teleférico sobre el Támesis

El Teleférico de Londres sobre el Támesis desde la península de Greenwich hasta los Royal Docks ha estado en funcionamiento desde los juegos Olímpicos de Londres 2012.

### Policía y buques de salvamento
El río está vigilado por cinco fuerzas policiales. La División del Támesis es el brazo de la Policía Fluvial de la Policía Metropolitana de Londres, mientras que las policías locales de Surrey, Thames Valley, Essex y Kent son responsables de sus sectores del río fuera del área metropolitana. También hay un barco de bomberos perteneciente a la London Fire Brigade dedicado a la extinción de naves incendiadas en el río, que se cobra varias vidas cada año.
Como resultado del desastre de Marchioness en 1989, cuando murieron 51 personas, el Gobierno solicitó a la Agencia Marítima y de Guardacostas, a la Autoridad del Puerto de Londres y Real Institución Nacional de Salvavidas (RNLI) que trabajaran conjuntamente para establecer un servicio de búsqueda y rescate dedicado a cubrir cualquier emergencia en la zona mareal del río Támesis. En consecuencia, el río dispone de cuatro buques de salvamento, con bases en Teddington, Chiswick, Tower (Victoria Embankment/Puente de Waterloo) y Gravesend.

### Navegación

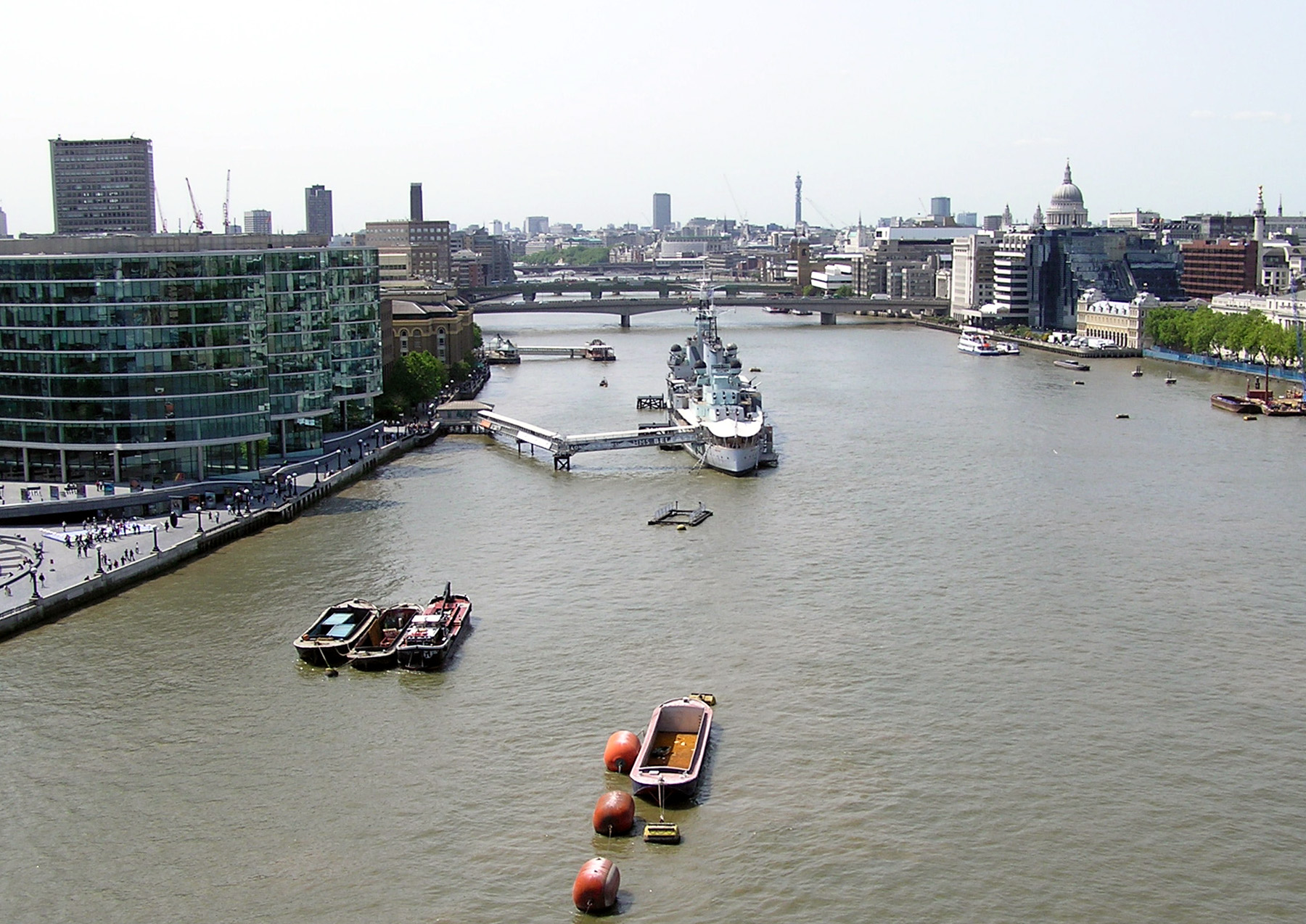
Vista de Londres desde la pasarela superior del Puente de la Torre

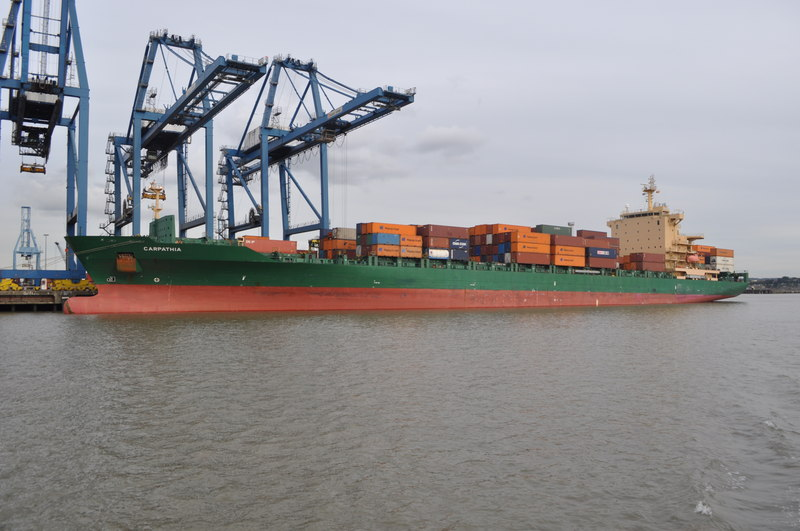
Buque porta contenedores en la terminal de Northfleet Hope, Tilbury

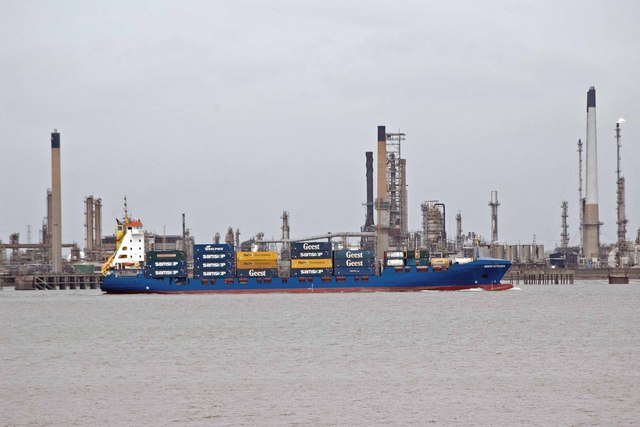
Un barco que se dirige río abajo pasado junto a la refinería de Coryton

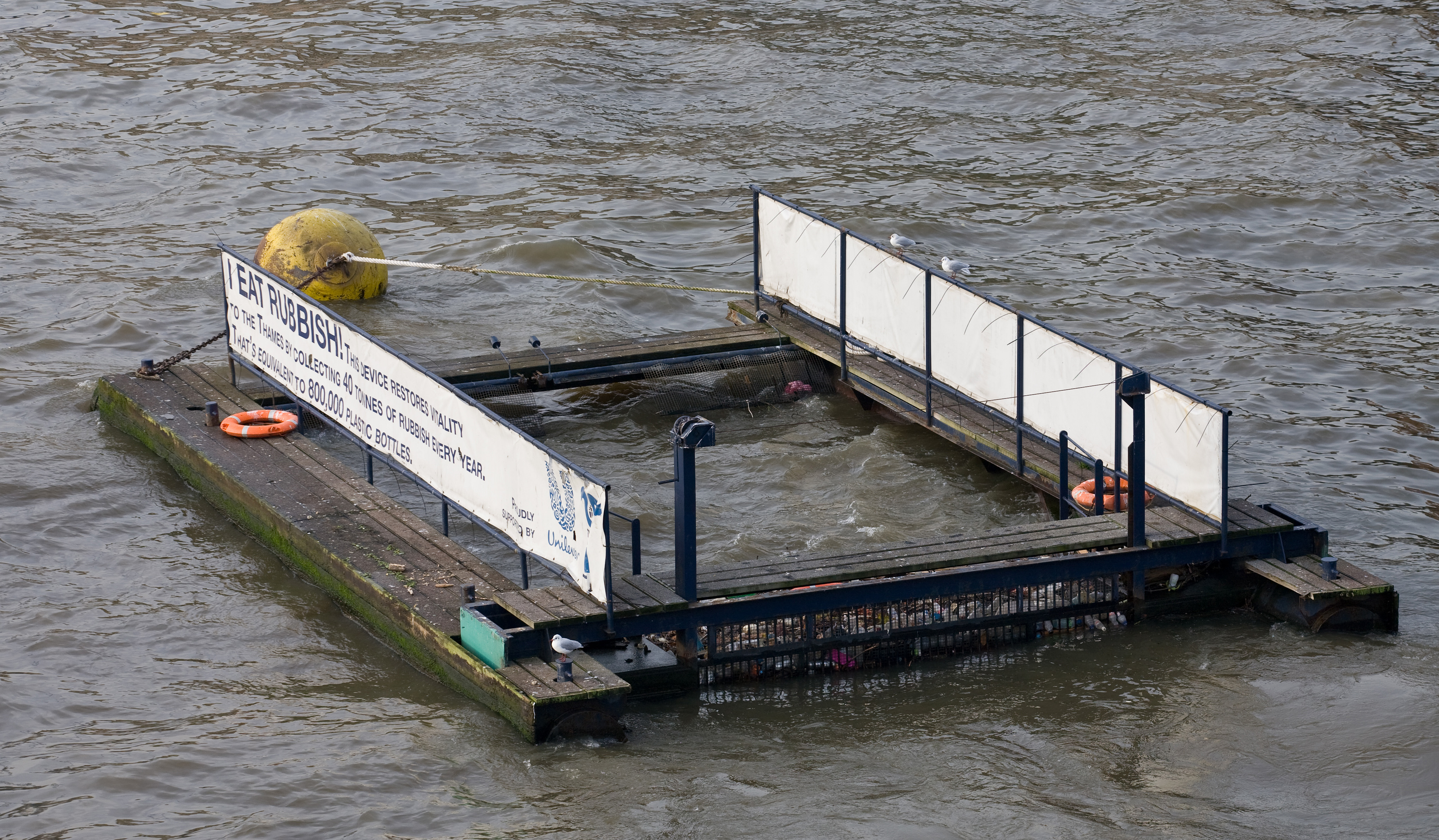
Trampas para la basura, empleadas para retirar del río deshechos flotantes cerca del centro de Londres

El Támesis permite la navegación de embarcaciones motorizadas desde el estuario hasta Lechlade-on-Thames en Gloucestershire y para embarcaciones muy pequeñas hasta Cricklade. El camino de sirga original se extiende río arriba desde Putney Bridge hasta la conexión con el Canal del Támesis y del Severn (ahora en desuso) en Inglesham, una milla y media río arriba de la esclusa de St John, cerca de Lechlade-on-Thames. Aguas arriba de la esclusa de Teddington, la autoridad de navegación es la Agencia de Medioambiente. Entre el mar y Teddington, el río forma parte del Puerto de Londres y la navegación es administrada por la Autoridad del Puerto. Tanto el tramo mareal del río que pasa a través de Londres como el resto del curso aguas arriba se utilizan intensamente para la navegación de ocio.
El curso del río Támesis libre del efecto de las mareas está dividido en tramos por 45 esclusas, que cuentan con personal para atenderlas durante la mayor parte del día, y pueden ser operadas por usuarios experimentados fuera de horario. Esta parte del Támesis enlaza con otros tramos navegables, pertenecientes al río Wey, al río Kennet y al canal de Oxford. Todas las embarcaciones que lo utilizan deben poseer una licencia. La Agencia de Medioambiente posee botes patrulleros para vigilar el cumplimiento de las normas, labor facilitada por el hecho de que el tráfico fluvial generalmente tiene que pasar por una esclusa en algún momento. Se aplica un límite de velocidad de 8 kilómetros por hora (4,3 ns). Hay pares de marcas de referencia en varios puntos del río que se pueden utilizar para comprobar la velocidad: un barco que viaja sin rebasar el límite establecido tarda un minuto o más en pasar entre dos marcas sucesivas.
El tramo mareal del Támesis es navegable para grandes barcos oceánicos río arriba hasta el Pool of London y el Puente de Londres. Aunque los muelles aguas arriba de Londres se han cerrado y el centro de Londres solo recibe visitas ocasionales de cruceros o de buques de guerra, el tramo mareal del río sigue siendo uno de los principales puertos de Gran Bretaña. Unas 60 terminales activas atienden el transporte marítimo de todo tipo, incluidos transbordadores ro-Ro, cruceros y embarcaciones que transportan contenedores, vehículos, madera, grano, papel, crudo, derivados del petróleo, gases licuados y todo tipo de mercancías. Existe un tráfico regular de embarcaciones dedicadas al mantenimiento de las obras fluviales y a la retirada de basura, que operan desde los muelles situados en el oeste de Londres. El tramo mareal del Támesis se une a la red de canales del río Lea, y con el Regent's Canal en el valle de Limehouse y el Grand Union Canal en Brentford.
Aguas arriba del puente de Wandsworth está en vigor un límite de velocidad de 8 nudos (15 km/h) para embarcaciones motorizadas, con el fin de proteger el entorno de la ribera y proporcionar condiciones seguras para los remeros y otros usuarios del río. No existe un límite de velocidad absoluto en la mayor parte de la zona mareal aguas abajo del puente de Wandsworth, aunque no se permite que los barcos agiten el agua molestando a otras embarcaciones. Los barcos a motor están limitados a 12 nudos entre el puente de Lambeth y aguas abajo del puente de la Torre, con algunas excepciones. Los barcos pueden ser autorizados por la capitanía del puerto para viajar a velocidades de hasta 30 nudos desde debajo del puente de la Torre hasta pasar la barrera del Támesis.

#### Gestión
Los poderes administrativos del antiguo organismo de Conservación del Támesis para controlar el tráfico fluvial y gestionar los caudales han sido asumidos con algunas modificaciones por la Agencia de Medioambiente y, con respecto a la parte mareal del río, dichos poderes se dividen entre la mencionada agencia y la Autoridad del Puerto de Londres.
En la Edad Media, la Corona ejercía jurisdicción general sobre el Támesis, uno de los cuatro ríos reales, y nombraba un comisionado para supervisar el adecuado uso del cauce del río aguas arriba de Staines. Por su parte, la ciudad de Londres ejercía jurisdicción sobre el tramo mareal del Támesis. Sin embargo, la navegación se vio cada vez más obstaculizada por presas y molinos, y en el siglo XIV el río probablemente dejó de ser navegable para el tráfico pesado entre Henley y Oxford. A finales del siglo XVI, el río parece haber sido reabierto para la navegación desde Henley hasta Burcot.
La primera organización preocupada por la gestión del río fue la Comisión Oxford-Burcot, formada en 1605 para hacer navegable el río entre ambas localidades.
En 1751 se formó la Comisión del Támesis Navegable para administrar todo el tramo del río libre del efecto de las mareas aguas arriba de Staines. La City de Londres se atribuyó durante mucho tiempo la responsabilidad sobre el tramo mareal del río. Una larga disputa entre la Ciudad y la Corona sobre la propiedad del río no se resolvió hasta 1857, cuando se fundó el organismo de Conservación del Támesis con el fin de administrar el río desde Staines hasta su desembocadura. En 1866, las funciones de la Comisión de Navegación del Támesis se transfirieron al organismo de Conservación del Támesis, que desde entonces asumió la responsabilidad de gestionar todo el río.
En 1909, las competencias de organismo de Conservación del Támesis de la zona mareal del río aguas abajo de Teddington, se transfirieron a la Autoridad del Puerto de Londres, y en 1974, se convirtió en parte de la entonces recién creada Autoridad de Aguas del Támesis. Cuando se privatizó Aguas del Támesis en 1990, sus funciones de gestión fluvial se transfirieron a la Autoridad Nacional de Ríos, y en 1996 se incluyeron en la Agencia Medioambiental.
En 2010, el Támesis ganó el premio ambiental más grande del mundo en ese momento, el Premio para Ríos Internacional dotado con 350.000 dólares, presentado en el Simposio Internacional sobre Ríos celebrado en Perth (Australia Occidental) en reconocimiento a la restauración sustancial y sostenida del río por muchos cientos de organizaciones e individuos desde la década de 1950.

### Como límite
Hasta que se establecieron suficientes cruces, el río presentaba una barrera formidable, y las tribus belgas y los reinos anglosajones se definían según el lado del río en el que se encontraban. Cuando se establecieron los condados ingleses, sus límites estaban determinados en parte por el Támesis. En la orilla norte estaban los antiguos condados de Gloucestershire, Oxfordshire, Buckinghamshire, Middlesex y Essex; y en la orilla sur estaban los condados de Wiltshire, Berkshire, Surrey y Kent.
Contando los puentes a la otra orilla o a una isla conectada a ella, el Támesis tiene 223. Desde la fuente hasta la desembocadura, se puede encontrar un canal con 138 puentes, más la pasarela peatonal temporal que se agrega a menudo durante el Festival de Reading y Leeds. El río está muy ensanchado en Ashton Keynes y Oxford. Donde el río es ancho se han construido 17 túneles, muchos de los cuales son para el ferrocarril o para notables tendidos eléctricos. Los cruces han cambiado la dinámica y han hecho más factible el desarrollo de los ríos y las responsabilidades compartidas. En 1965, tras la creación del Gran Londres, Richmond upon Thames incorporó los antiguos terraplenes de encauzamiento del río de 'Middlesex y Surrey'; el municipio de Spelthorne pasó de pertenecer a Middlesex a formar parte de Surrey; y otros cambios formalizados en 1974 ampliaron algunos de los límites del río. Por ejemplo, algunas áreas se transfirieron de Berkshire a Oxfordshire y de Buckinghamshire a Berkshire. En muchos deportes y tradiciones fluviales, como por ejemplo, en el remo, se hace referencia a las orillas por los nombres tradicionales del condado al que pertenecían.

### Cruces

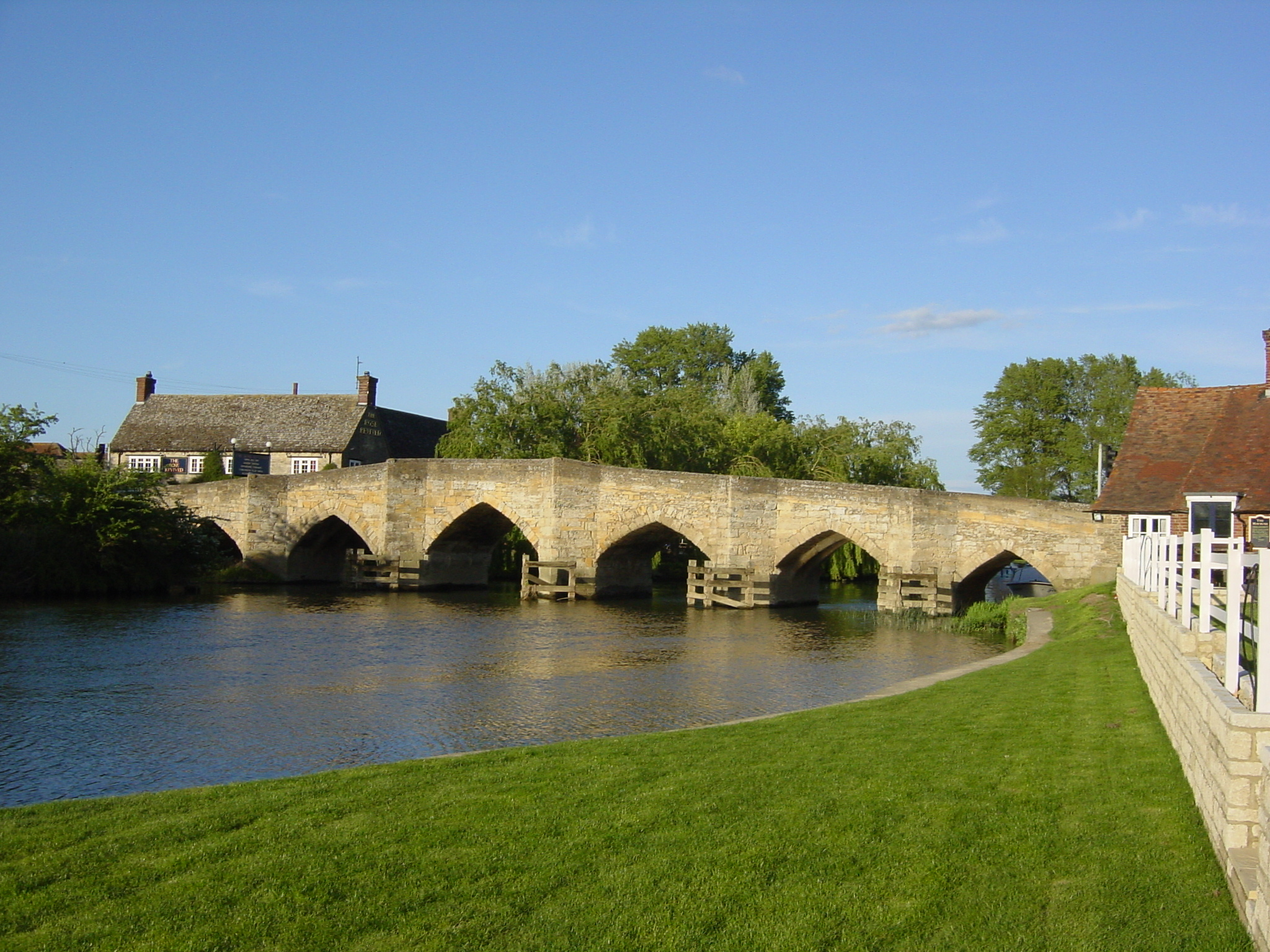
Newbridge, en la zona rural de Oxfordshire

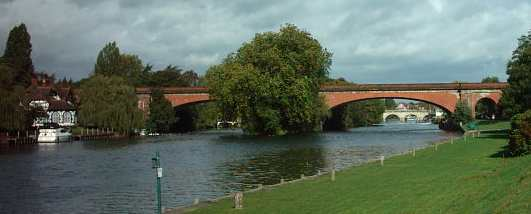
El puente ferroviario de Maidenhead, en Berkshire

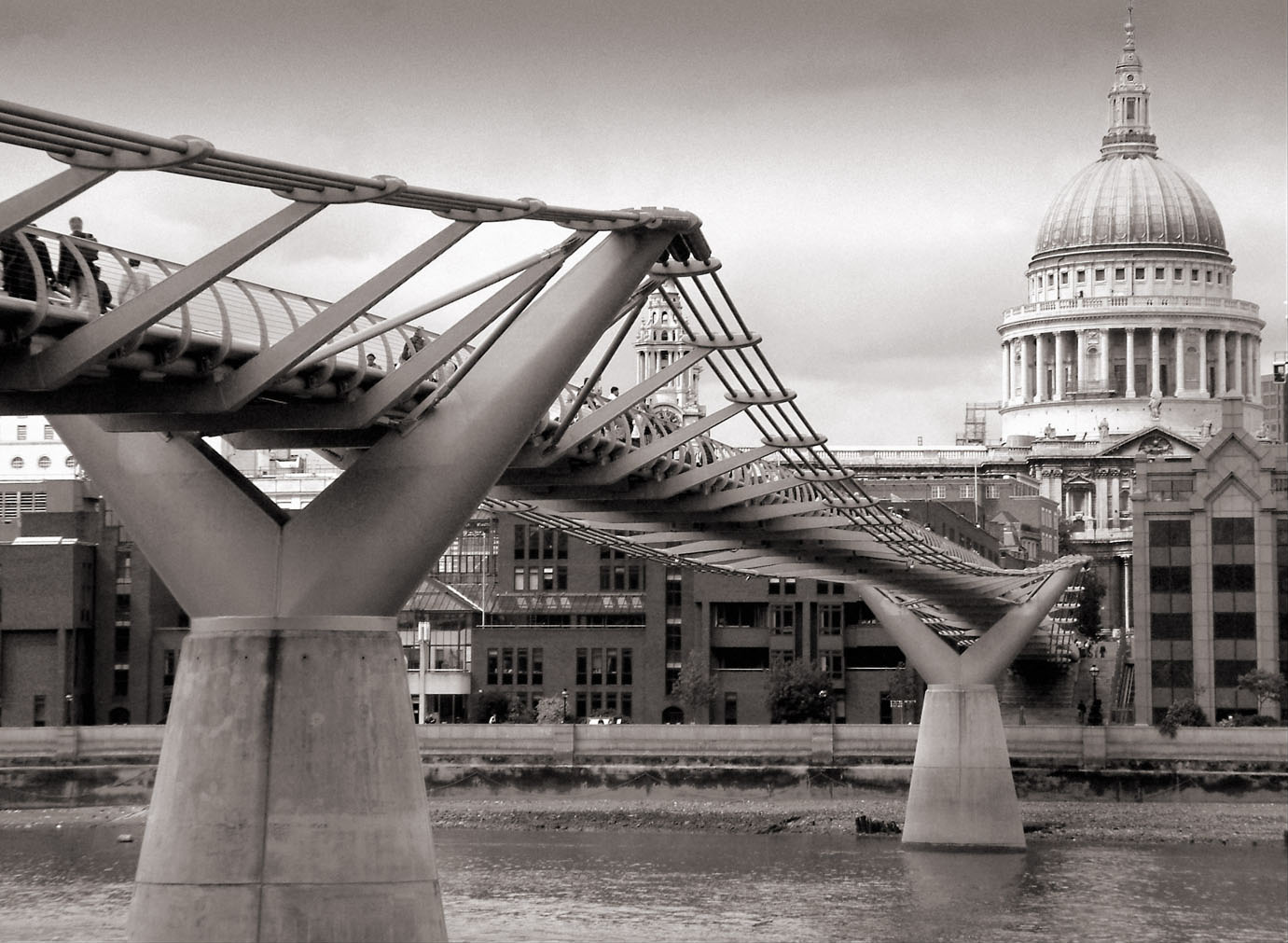
La Pasarela del Milenio, con la Catedral de San Pablo de Londres al fondo

Muchos de los puentes de carretera actuales coinciden con antiguos vados o con la localización de transbordadores y puentes de madera anteriores. El puente de Swinford, conocido como el "puente de peaje de los cinco peniques", reemplazó a un transbordador que a su vez había ubicado junto a un vado. Los primeros cruces importantes conocidos del Támesis por parte de los romanos estaban localizados en lo que hoy son el puente de Londres y el puente de Staines. En el puente de Folly, en Oxford, se pueden ver los restos de una estructura sajona original, y puentes de piedra medievales como los de Newbridge, Wallingford y Abingdon todavía están en uso.
Se cree que el crecimiento de Kingston se debe a que tuvo el único cruce entre los puentes de Londres y de Staines hasta principios del siglo XVIII. Durante el siglo XVIII, se construyeron muchos puentes de carretera de piedra y ladrillo, tanto puentes nuevos como sustituyendo a puentes existentes, entre los que se puede citar a los de Putney, Westminster, Datchet, Windsor y Sonning.
En el siglo XIX se construyeron varios puentes para dar continuidad a las calles del centro de Londres. El más notorio es el puente de la Torre, el único puente basculante en el río, que se diseñó para permitir que los barcos transoceánicos pasaran por debajo. Los puentes de carretera más recientes corresponden a itinerarios de desvío, como el puente del Isis y el puente del baipás de Marlow; y a los puentes de las autopistas, entre los que destacan los dos de la M25: el puente Queen Elizabeth II y el puente de la M25 en Runnymede.
El desarrollo ferroviario en el siglo XIX se tradujo en una avalancha de construcción de puentes, incluidos los de Blackfriars y el de Charing Cross (Hungerford) en el centro de Londres, y los puentes ferroviarios de Isambard Kingdom Brunel en Maidenhead, Gatehampton y Moulsford.
El primer túnel del mundo bajo un cauce sometido al efecto de las mareas fue el túnel del Támesis de Marc Brunel, construido en 1843. Originalmente diseñado para la circulación de peatones, en la actualidad permite el paso bajo el río de la Línea Ferroviaria del Este de Londres. El subterráneo de la Torre fue la primera galería diseñada para habilitar el cruce de un ferrocarril bajo el Támesis, en lo que significó el inicio de la realización de varios túneles bajo el río para las líneas del metro construidas a gran profundidad. Se construyeron dos túneles de carretera en el este de Londres a finales del siglo XIX: el túnel de Blackwall y el túnel de Rotherhithe. Los últimos túneles son los de Dartford Crossing.
Se establecieron muchos cruces peatonales a través de los diques que se construyeron en el tramo del río sin mareas, y algunos de estos permanecieron cuando se construyeron las esclusas, como por ejemplo en Benson Lock. Otros fueron reemplazados por un puente peatonal cuando se eliminó el vertedero, como en la pasarela de Hart's Weir. Alrededor del año 2000, se agregaron varios puentes peatonales en el Támesis, ya fuese como parte del Camino del Támesis o en conmemoración del milenio. Los más destacables son la pasarela de Temple, la pasarela de Bloomers Hole, la pasarela del Milenio y el puente de Hungerford, todos ellos con características de diseño distintivas.
Antes de que se construyeran los puentes, el principal medio para cruzar el río eran los numerosos transbordadores que operaban en sus orillas. Existía un número significativo de transbordadores dedicados específicamente a auxiliar a la navegación en el río. Así, cuando el camino de sirga utilizado para remolcar las barcazas río arriba cambiaba de orilla, era necesario llevar al caballo y a su conductor al otro lado del río. Esto ya no era necesario cuando las barcazas funcionaban con vapor. Algunos transbordadores todavía operan en el río. El Ferry de Woolwich transporta automóviles y pasajeros a través del río en la zona mareal del Támesis y une las carreteras Circular Norte y Circular Sur. Río arriba hay transbordadores más pequeños solo para viajeros, como por ejemplo el Ferry de Hampton y el Ferry de Shepperton a Weybridge, siendo este último el único cruce embarcado que permanece en todo el Camino del Támesis.

### Energía hidroeléctrica
Si bien el uso del río para impulsar molinos de agua se ha extinguido en gran medida, ha habido una tendencia reciente a utilizar las presas existentes para impulsar pequeñas centrales hidroeléctricas, utilizando turbinas de tornillo de Arquímedes. Las instalaciones operativas incluyen:
- Una planta de propiedad privada abrió en Mapledurham Watermill en 2011, operando en paralelo al molino de grano hidráulico que todavía opera ocasionalmente.[75]
- Una planta hidroeléctrica en Romney Lock para alimentar el Castillo de Windsor usando dos tornillos de Arquímedes, inaugurada en 2013 por la reina Isabel II.[76]
- Osney Lock Hydro, una central de propiedad comunitaria localizada en Osney Lock (Oxford), también se abrió en 2013.[77]
- Sandford Hydro, otra instalación de propiedad comunitaria en Sandford Lock, al sur de Oxford, inaugurada en 2017.[78]
- Reading Hydro, otra central más de propiedad comunitaria en Caversham Lock (Reading), inaugurada en 2021.[79]

## Polución

### Aguas residuales tratadas
Las aguas residuales de todas las ciudades y pueblos de la cuenca del Támesis desembocan en el río a través de plantas de tratamiento. El área de influencia incluye todo Swindon, Oxford, Berkshire y casi todo Surrey.
Sin embargo, aguas residuales sin tratar todavía pueden alcanzar el río durante períodos de lluvias fuertes o continuadas. Cuando se construyó el sistema de saneamiento de Londres, las alcantarillas se diseñaron para desbordarse a través de puntos de descarga en el río durante las tormentas intensas. Originalmente, esto sucedía una o dos veces al año, aunque en la actualidad los desbordamientos se producen en promedio una vez a la semana. En 2013, más de 55 millones de m³ de aguas residuales diluidas se desbordaron en la zona mareal del Támesis. Estos eventos de descarga matan a los peces, dejan restos en las riberas de los ríos y disminuyen la calidad del agua del Támesis.
Para reducir la liberación en el río de aguas sin tratar diluidas, en la década de 2020 se estaba ejecutando el Plan de la Zona Mareal del Támesis, que incluía un conjunto de obras valoradas en 4.200 millones de libras. El proyecto permitirá recolectar las aguas residuales del área metropolitana de Londres y las canalizará por una galería de 25 km (15 millas) para que puedan ser tratadas en las instalaciones de Beckton. Se planea que el proyecto reduzca las descargas de aguas residuales hacia el Támesis en el área metropolitana de Londres en un 90 %, aumentando drásticamente la calidad del agua del río.

### Niveles de mercurio
El mercurio (Hg) es un metal pesado ambientalmente persistente que puede ser tóxico para la vida marina y los humanos. Sesenta muestras de sedimentos de 1 m de espesor, que abarcan todo el río Támesis entre Brentford y la isla de Grain, han sido analizados para determinar su contenido del metal. Los registros muestran un claro aumento y disminución de la contaminación por mercurio a lo largo de la historia. Las concentraciones de mercurio en el río Támesis disminuyen aguas abajo desde Londres hasta el estuario exterior, con niveles totales que oscilan entre 0,01 y 12,07 mg/kg, lo que da una media de 2,10 mg/kg, un valor superior al de muchos otros estuarios de ríos europeos.
La mayor parte de la contaminación por mercurio alojada en los sedimentos del estuario del Támesis se produce en la zona central de Londres, entre Vauxhall Bridge y Woolwich. La mayoría de las muestras de sedimentos muestran una clara disminución de las concentraciones del metal cerca de la superficie, lo que se atribuye a una reducción general de las actividades contaminantes, así como a una mayor eficacia de la reciente legalización ambiental y la gestión de los ríos (como por ejemplo, la convención de Oslo-París).

## Deportes
Hay varios deportes acuáticos con gran presencia en el Támesis, y muchos clubes fomentan la participación de los aficionados y organizan carreras y competiciones entre clubes.

### Remo

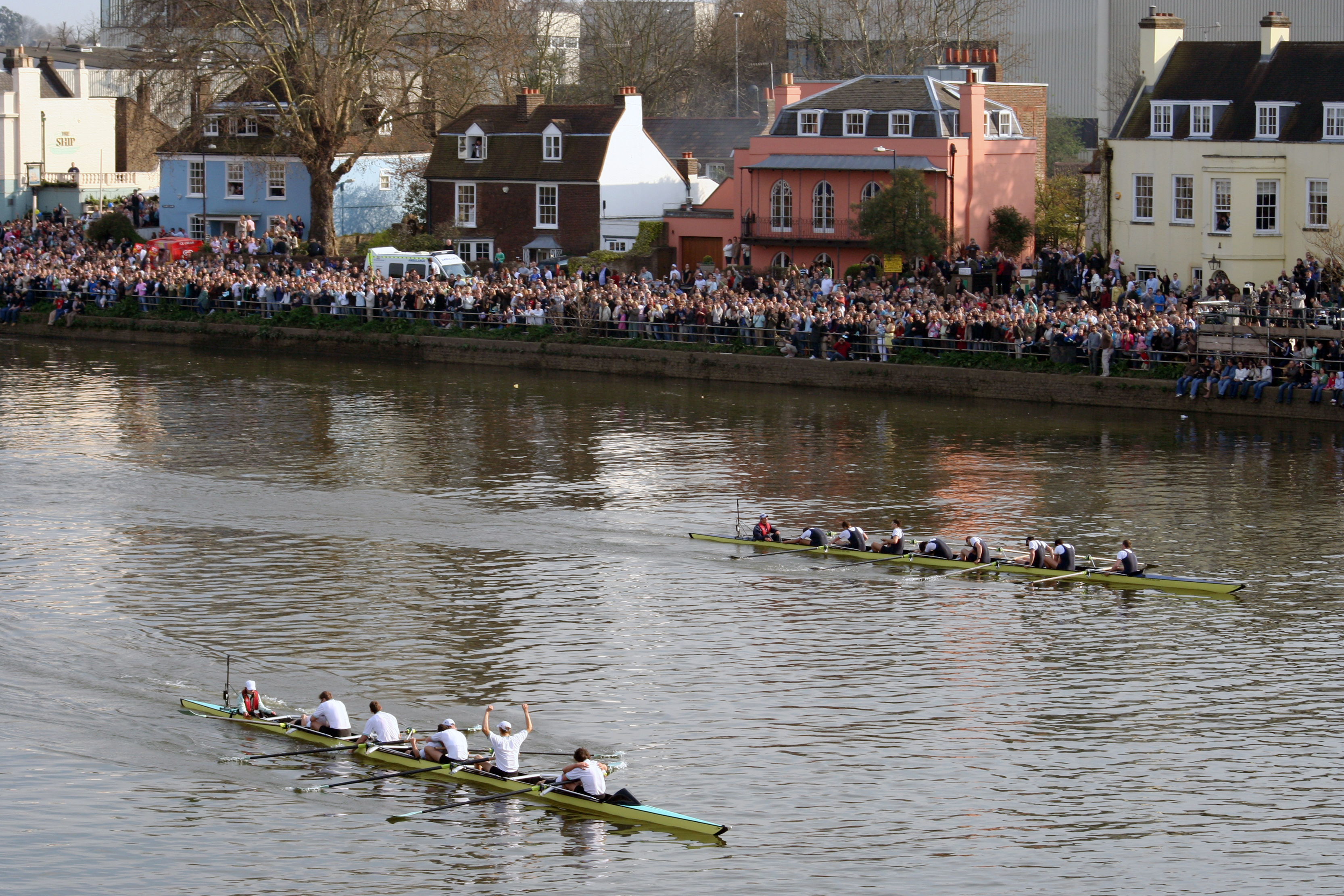
Cambridge cruza la línea de meta por delante de Oxford en la regata de 2007, vista desde el puente de Chiswick

El Támesis es el corazón histórico del deporte del remo en el Reino Unido. Hay más de 200 clubes en el río y más de 8000 miembros de British Rowing (más del 40% del total de sus asociados). La mayoría de los pueblos y distritos de cualquier tamaño en el río tienen al menos un club. Los centros que organizan pruebas de carácter internacional son Oxford y Henley-on-Thames, con otros clubes en el tramo del río desde Chiswick a Putney que también gestionan este tipo de competiciones.
Dos eventos de remo en el río Támesis son tradicionalmente parte del calendario deportivo inglés más amplio:
La regata Oxford-Cambridge (entre los clubes de remo de la Universidad de Oxford y el de la Universidad de Cambridge) tiene lugar a finales de marzo o principios de abril, en el recorrido denominado Championship Course entre Putney y Mortlake, en el oeste de Londres.
La Real Regata de Henley se lleva a cabo durante cinco días a principios de julio en la ciudad de Henley-on-Thames. Además de su importancia deportiva, la regata es una cita importante en el calendario social inglés, junto con eventos como las carreras de caballos en el hipódromo de Ascot y el campeonato de tenis de Wimbledon.
Otros eventos de remo significativos o históricos en el Támesis son:
- El Head of the River Race, con pruebas masculinas y femeninas de distintas categorías.
- The Wingfield Sculls, un campeonato individual para esquifes.
- El Doggett's Coat and Badge para aprendices de barqueros de Londres, uno de los eventos deportivos más antiguos del mundo.
- Las Regatas de Henley actualmente para las tripulaciones de peso ligero (masculino y femenino) de las universidades de Oxford y Cambridge.
- La Universidad de Oxford también organiza pruebas contra reloj con tiempos compensados, conocidas como "Eights Week" y "Torpids".

### Vela

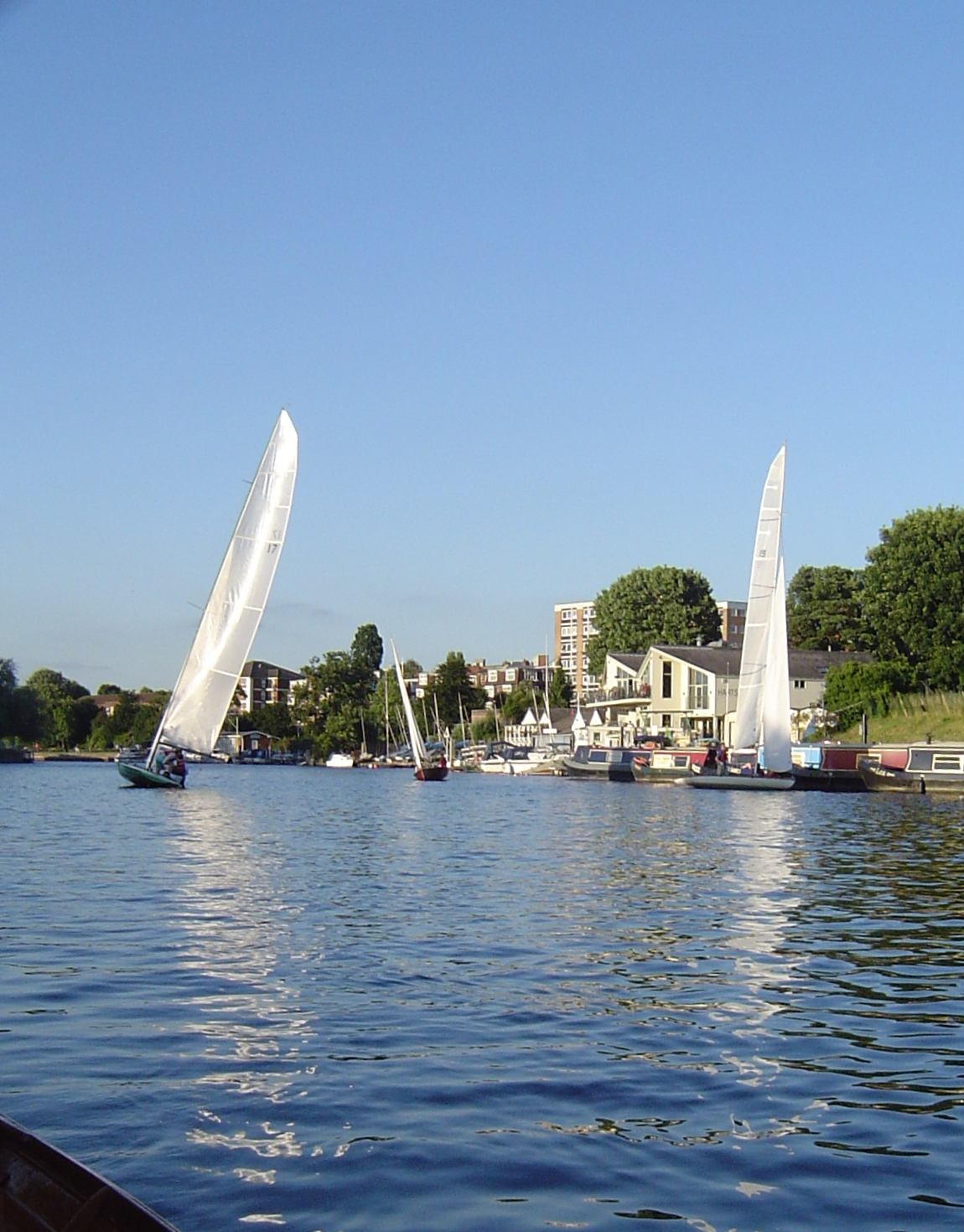
Veleros del tipo Thames Rater en Raven's Ait, Surbiton

La navegación se practica tanto en los tramos de marea como en el curso alto del río. El club situado más río arriba está en Oxford. Las embarcaciones de vela más populares utilizadas en el Támesis son de las clases Laser, GP14 y Wayfarer. Un tipo de velero único propio del Támesis es el Thames Rater, que se suelen ver navegar alrededor de Raven's Ait.

### Esquifes
La navegación con barcas de remo ha disminuido a favor de la propiedad privada de botes a motor, aunque se intensifica en los meses de verano. Existen seis clubes y un número similar de regatas de este tipo de embarcaciones reguladas por el Skiff Club, localizado en Teddington, aguas arriba del río.

### Remo recreativo
A diferencia del remo recreativo común en el río Cherwell en Oxford y en el río Cam en Cambridge, el remo en el Támesis es tanto competitivo como recreativo, y se utilizan embarcaciones más estrechas, generalmente con base en los pocos clubes de esquifes existentes.

### Kayak y canoa
La navegación con kayak y el piragüismo son comunes, y los usuarios de kayaks marítimos pueden completar largos recorridos en la zona mareal del Támesis. Ambos tipos de embarcaciones frecuentan la sección de marea y la parte alta del río para la realización de entrenamientos y carreras, así como para visitar el río. Los piragüistas de eslalon pueden practicar su especialidad en los azudes del río, como los existentes en las exclusas de Hurley, Sunbury y Boulter.
En Teddington, justo antes de que comience la sección mareal del río, se encuentra el Royal Canoe Club. Fundado en 1866, se dice que es el más antiguo del mundo. Desde 1950, casi todos los años en Semana Santa, los piragüistas de larga distancia compiten en lo que hoy se conoce como la Carrera Internacional de Canoas de Devizes a Westminster, que sigue el curso del canal del Kennet y del Avon, se une el río Támesis en Reading y discurre hasta un gran final en puente de Westminster.

### Natación
En 2006, el nadador británico y activista medioambiental Lewis Pugh se convirtió en la primera persona en nadar en el Támesis desde las afueras de Kemble hasta Southend-on-Sea para llamar la atención sobre la grave sequía en Inglaterra, que registró temperaturas récord indicativas del efecto del calentamiento global. Le llevó 21 días completar el recorrido de 202 millas (325,1 km). La cabecera oficial del río había dejado de fluir debido a la sequía, lo que obligó a Pugh a recorrer a pie las primeras 26 millas (41,8 km).
Desde junio de 2012, la Autoridad del Puerto de Londres ha elaborado un estatuto que prohíbe nadar entre Putney Bridge y Crossness, Thamesmead (lo que incluye todo el centro de Londres), si no se ha obtenido previamente un permiso, con el argumento de que los nadadores en esa zona del río ponen en peligro no solo a ellos mismos, debido a la fuerte corriente del río, sino también a otros usuarios del Támesis.
Los eventos de natación organizados se llevan a cabo en varios puntos, generalmente aguas arriba de Hampton Court, incluidos Windsor, Marlow y Henley. En 2011, el comediante David Walliams nadó 140 millas (225,3 km) en el río desde Lechlade hasta el puente de Westminster y recaudó más de 1 millón de libras para obras de caridad.
En los tramos sin mareas, la natación era, y sigue siendo, una actividad de ocio y preparación física entre nadadores experimentados, actividad en la que se utilizan los canales exteriores más profundos y seguros en épocas de caudal bajo.

### Pruebas de larga distancia
Un Thames meander es un recorrido de larga distancia por todo o parte del Támesis corriendo, nadando o utilizando cualquiera de los medios anteriores. A menudo se lleva a cabo como un desafío atlético en una competición o para un intento de récord.

## El Támesis en las artes

### Artes visuales

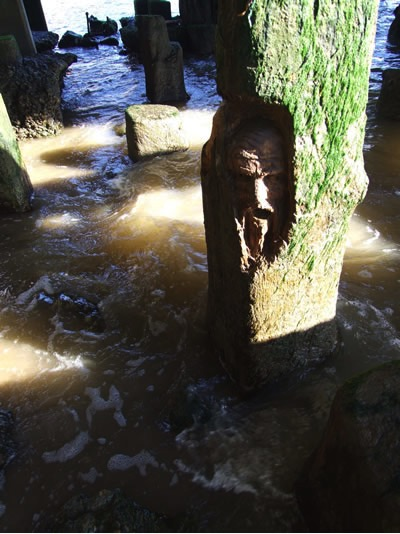
The Pillars of the Empire, Londres

El río Támesis ha sido el tema de numerosos artistas a lo largo de los siglos. Cuatro grandes pintores con obras basadas en el río son Canaletto, Turner, Monet y Whistler. El paisajista británico del siglo XX Stanley Spencer produjo muchas obras inspiradas en el entorno del río próximo a la localidad de Cookham.
La escultura The Diver: Regeneration de John Kaufman está ubicada en el Támesis cerca de Rainham.
El grupo escultórico Los Pilares del Imperio (The Pillars of the Empire) de Jaime Miranda Bambarén fue creado el año 2011 tallando los pilares de un muelle en Greenwich, sobre el Támesis. Las esculturas aparecen y desaparecen con el nivel cambiante del agua.
La película Independence Day: Resurgence muestra los puentes sobre el río destruidos, al igual que gran parte de la ciudad de Londres.

El Támesis en la pintura
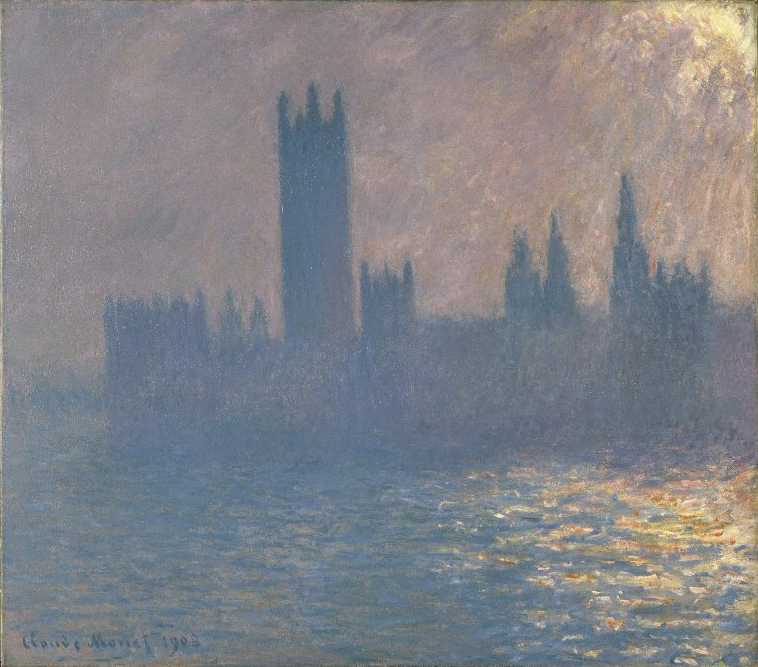
Efecto de la luz solar sobre las Casas del Parlamento ("Le Parlement effet de soleil"), pintura de Claude Monet.
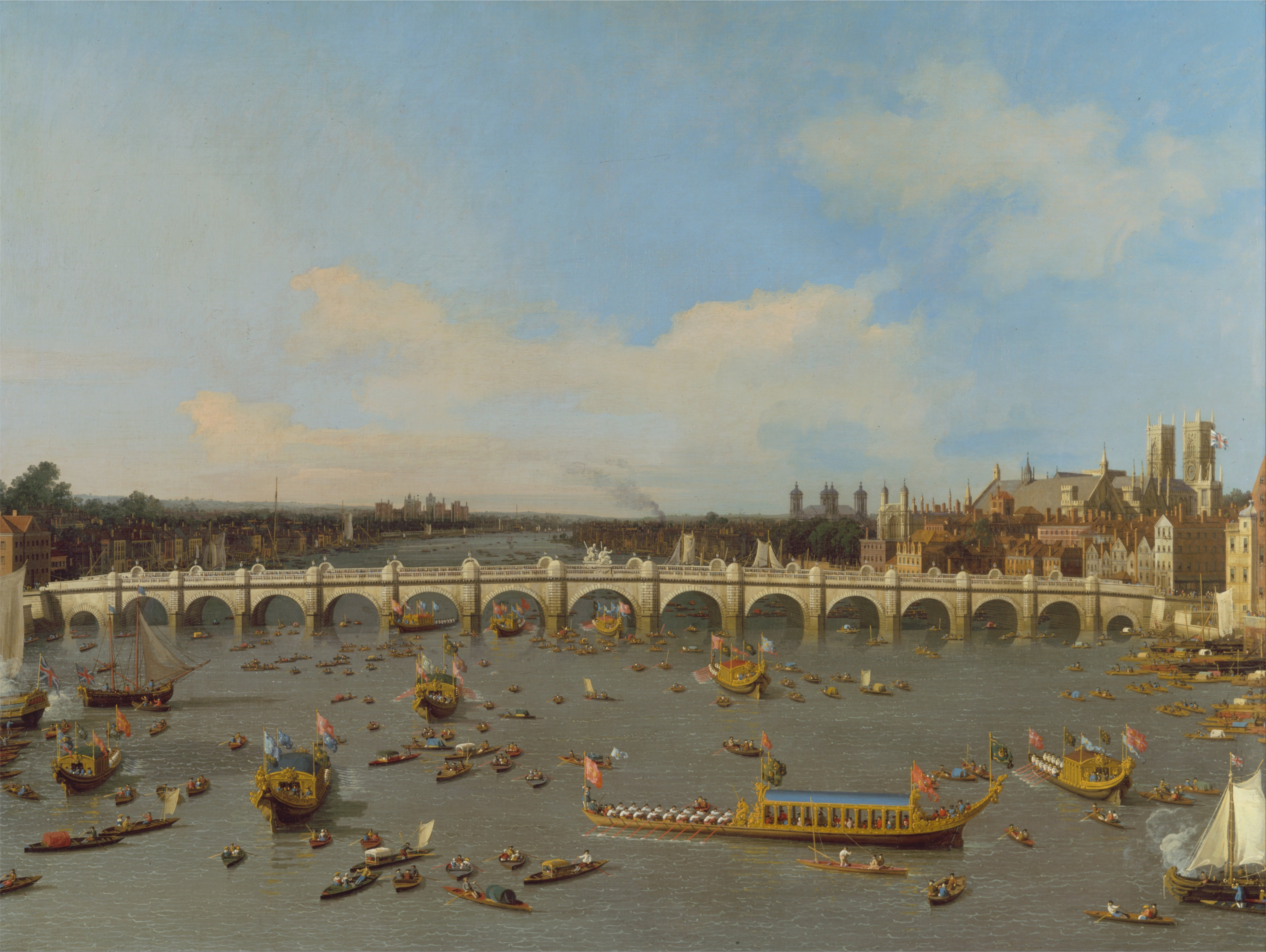
El primer puente de Westminster, pintado por Canaletto en 1746.
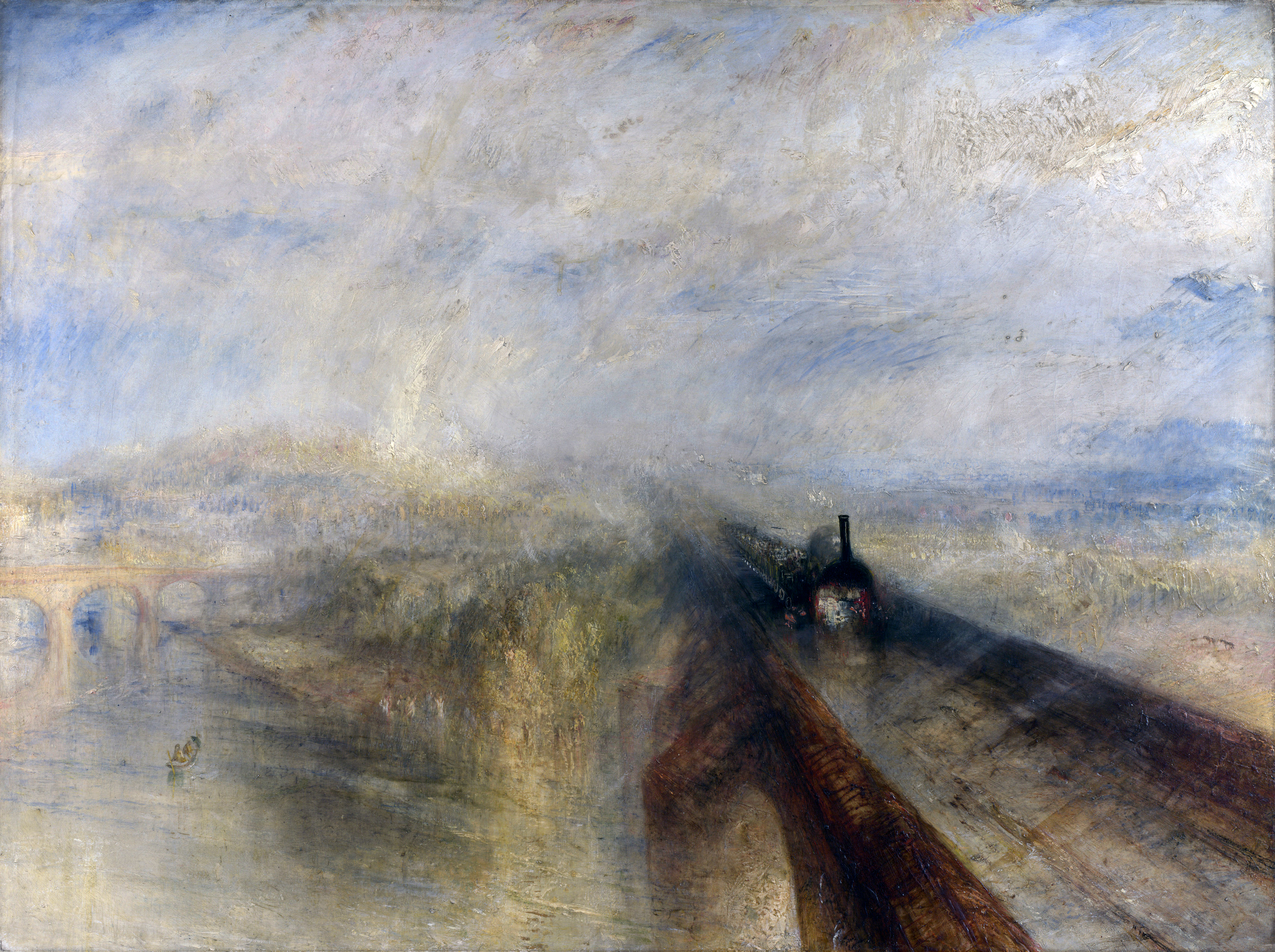
El Puente Ferroviario de Maidenhead, como Turner lo vio en 1844.
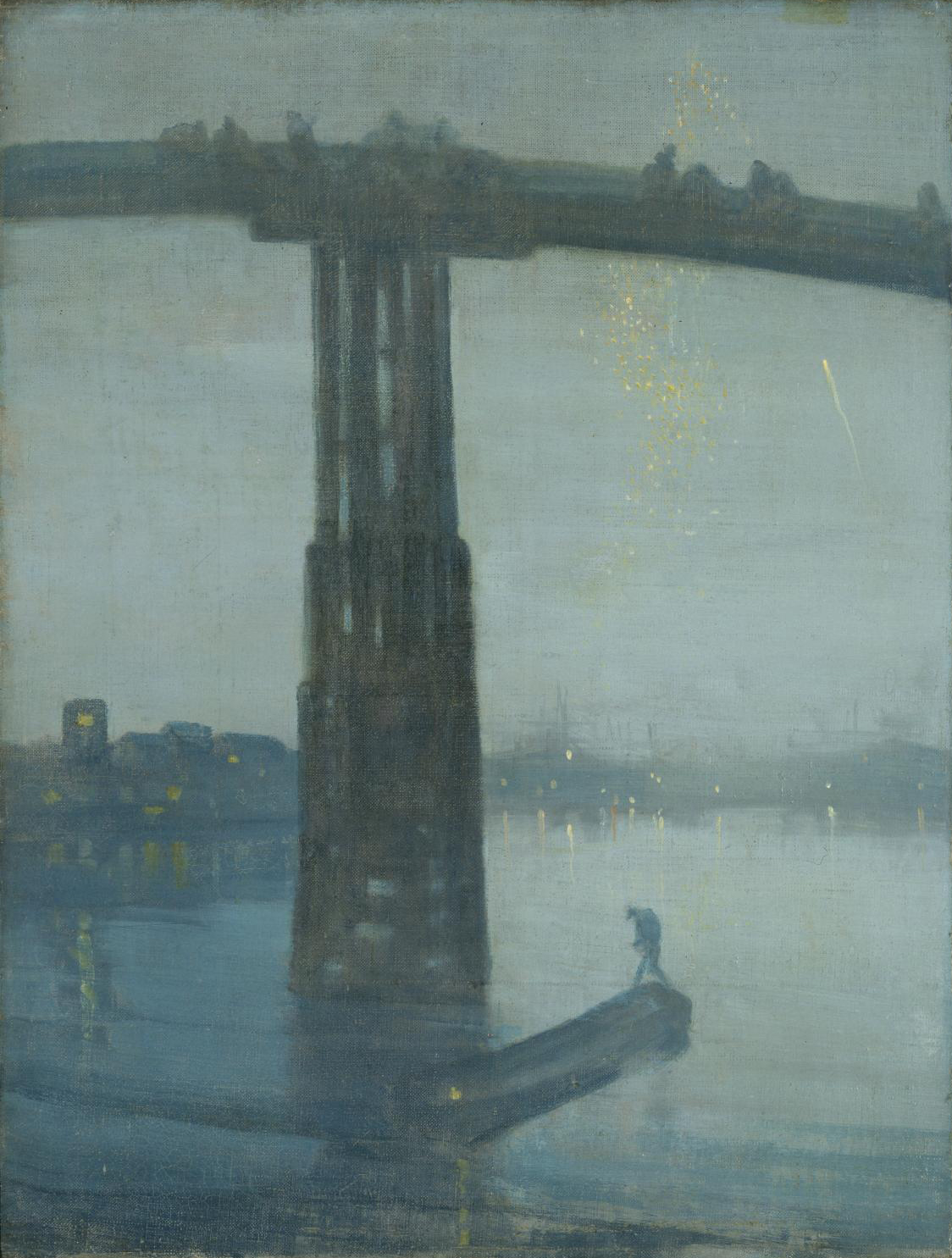
Vista nocturna azul y dorada: Puente Old Battersea, obra de Whistler  (hacia 1872-1875).
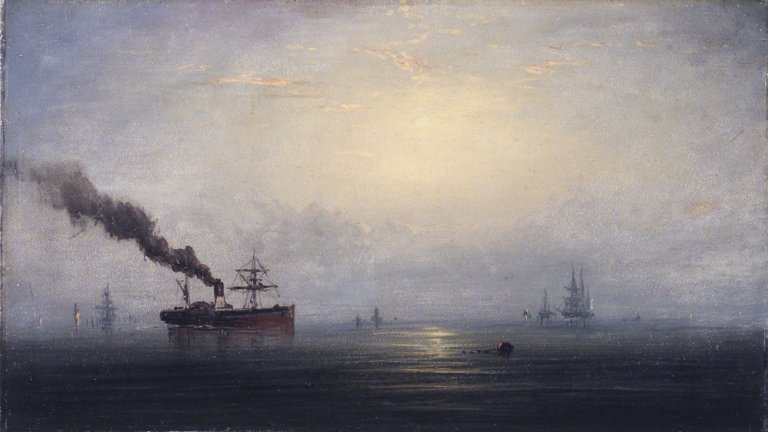
Mañana brumosa en el Támesis. James Hamilton (entre 1872 y 1878).
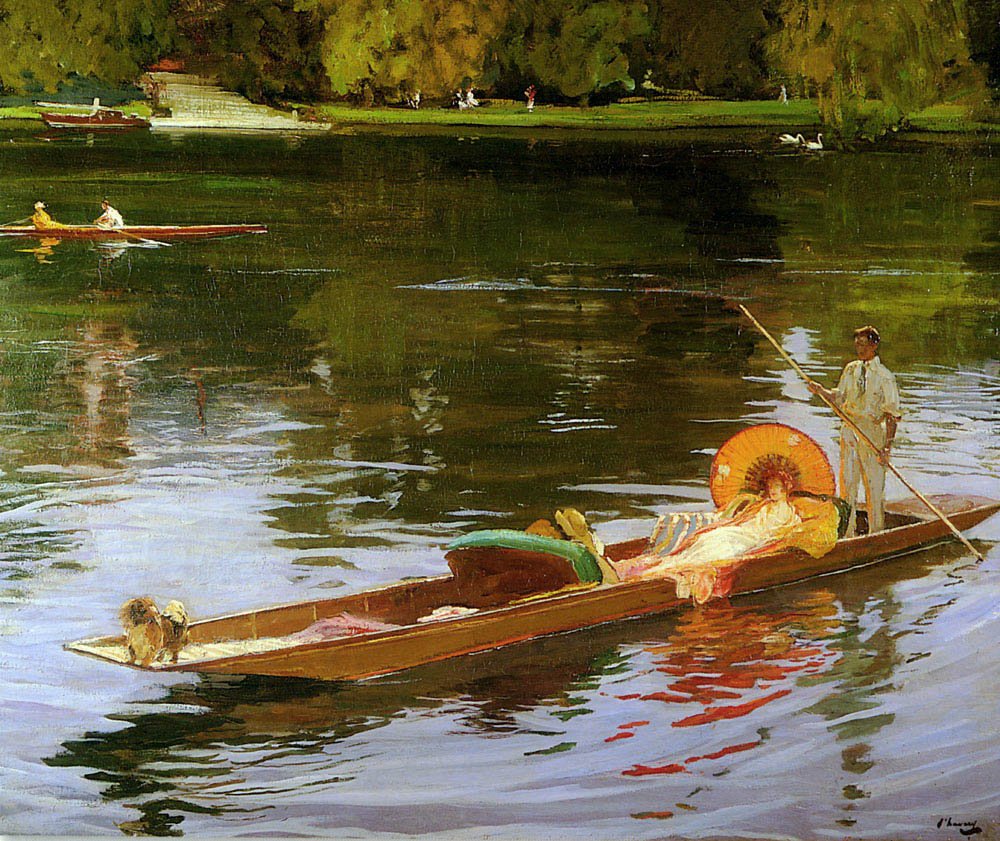
Paseos en bote por el Támesis. John Lavery, hacia 1890.

### Literatura

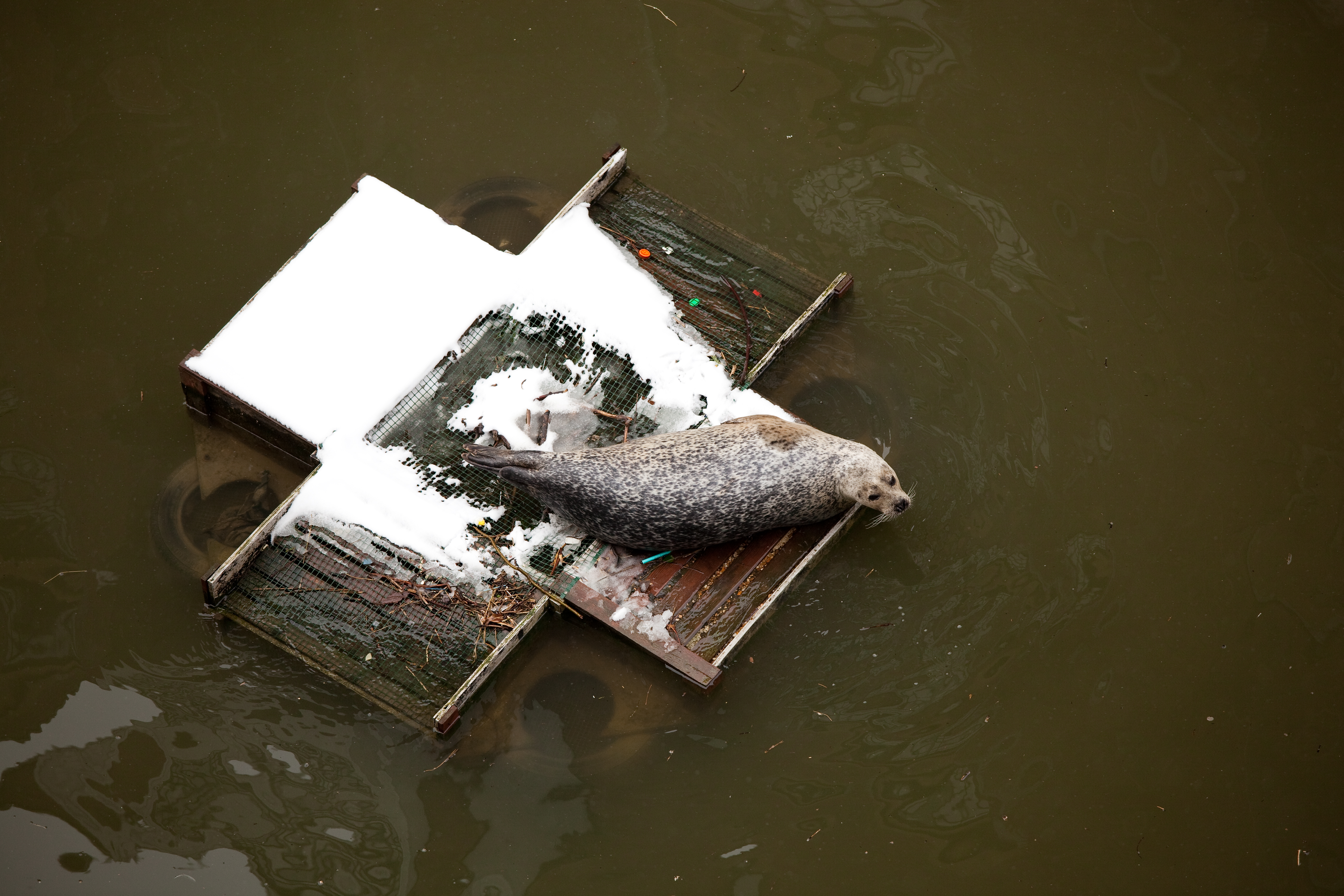
Una foca en St Saviour's Dock, Londres

El Támesis se menciona en muchas obras literarias, incluidas novelas, diarios y poesía. Es el tema central en tres relatos en particular:
- Tres hombres en un bote, de Jerome K. Jerome, publicado por primera vez en 1889, es un relato humorístico de unas vacaciones en barco por el Támesis entre Kingston y Oxford. Inicialmente, el libro tenía la intención de ser una guía de viaje seria, con relatos de la historia local de los lugares que se pueden visitar en la ruta, pero los elementos humorísticos finalmente se apoderaron de la narración. El paisaje y las características del Támesis, tal como las describe Jerome, prácticamente no han cambiado, y la perdurable popularidad del libro ha significado que nunca ha dejado de reeditarse periódicamente desde que se publicó por primera vez.

- Nuestro común amigo, de Charles Dickens, novela publicada por entregas entre los años 1864 y 1865. Describe el río con una luz más sombría. Comienza con un buscador de restos en la orilla del río y su hija, sacando del Támesis a un hombre muerto cerca del Puente de Londres, para apropiarse de lo que el cuerpo pueda tener en los bolsillos, y termina con la muerte de los villanos del relato ahogados río arriba. El comportamiento del río y la influencia de las mareas se describen con gran precisión.

- El viento en los sauces, de Kenneth Grahame, escrita en 1908, está ambientada en la parte media y alta del río. Comienza como una historia de personajes antropomórficos "simplemente jugando en botes", pero se convierte en una historia más compleja que combina elementos de misticismo con aventura y reflexión sobre la sociedad eduardiana. Generalmente se considera una de las obras más queridas de la literatura infantil[102] y las ilustraciones de E.H. Shepard y Arthur Rackham muestran el Támesis y sus alrededores.

El río aparece casi inevitablemente en muchos libros ambientados en Londres. La mayoría de las otras novelas de Dickens incluyen algún aspecto del Támesis. Oliver Twist termina en los barrios marginales de su margen sur. Las historias de Sherlock Holmes escritas por Arthur Conan Doyle a menudo visitan partes de la ribera del río, como en El signo de los cuatro. En El corazón de las tinieblas de Joseph Conrad, la serenidad del Támesis de la época contrasta con el salvajismo del río Congo y con la naturaleza inhóspita del Támesis tal como le habría parecido a un soldado romano enviado a Britania dos mil años antes. Conrad también da una descripción de la entrada hacia Londres por el estuario del Támesis en su ensayo El espejo del mar (1906). Retrato de una dama, de Henry James, utiliza una gran mansión junto al Támesis como uno de sus escenarios clave.
Entre las obras literarias de no ficción se puede citar el diario de Samuel Pepys, en el que se registran muchos eventos relacionados con el Támesis, incluido el gran incendio de Londres. Mientras lo estaba escribiendo en junio de 1667, describe cómo le perturbó el sonido de los disparos cuando los barcos de guerra holandeses se enfrentaron a la Marina Real británica en el Támesis.
En el campo de la poesía, figuran el soneto de William Wordsworth "En el puente de Westminster"; las referencias al Támesis de T. S. Eliot en "El Sermón del Fuego, Sección III" de "La tierra baldía"; el "Prothalamion" de Edmund Spenser; la obra "El gitano erudito" de Matthew Arnold; el poema de Wendy Cope "Después del almuerzo" ambientado en el puente de Waterloo; y el poema de Dylan Thomas titulado "Una negativa a llorar la muerte, por fuego, de un niño en Londres", en el que también se menciona al Támesis. 

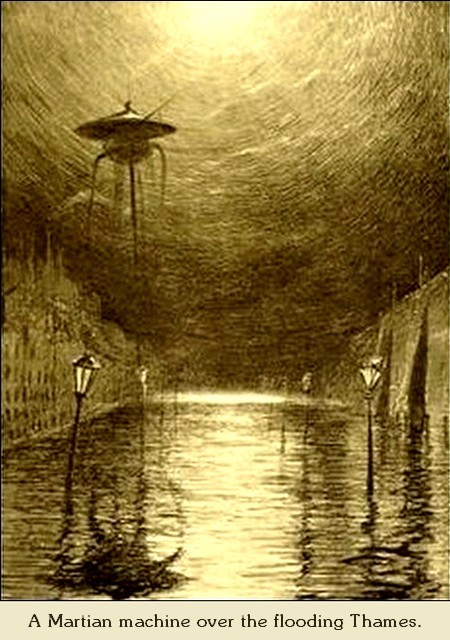
Máquina marciana sobre el Támesis. Ilustración de la novela La guerra de los mundos de H. G. Wells (1898)

Las novelas de ciencia ficción hacen un uso fantástico del Támesis en el futuro. El relato utópico News from Nowhere de William Morris, es principalmente la narración de un viaje por el valle del Támesis en un futuro socialista. Por su parte, el río es uno de los escenarios de la La guerra de los mundos, de H. G. Wells. El Támesis también ocupa un lugar destacado en la trilogía La materia oscura de Philip Pullman, como arteria de comunicaciones para el pueblo gitano de Oxford y de Fens, y como escenario destacado de su novela La bella salvaje.
En la trilogía Los ratones de Deptford de Robin Jarvis, el Támesis aparece varias veces. En uno de los libros, las ratas protagonistas del relato nadan a través del Támesis hasta Deptford. Ganador del Premio de Oro Nestlé de Libros Infantiles, Yo, Coriander, de Sally Gardner, es una novela de fantasía en la que la heroína vive a orillas del Támesis. Mark Wallington describe un viaje de acampada por el Támesis en un esquife en su libro de 1989 "Boogie up the River".
Muchos de los personajes principales de la serie de libros de fantasía urbana Ríos de Londres de Ben Aaronovitch son dioses locales asociados con el río Támesis y sus afluentes, entre los que aparecen el "padre Támesis" (el dios confinado al tramo del río sin mareas situado por encima de Teddington) y la "madre Támesis" (la diosa que domina la zona mareal del río).

### Música
La pieza titulada Música acuática compuesta por Georg Friedrich Händel se estrenó el 17 de julio de 1717, por encargo de Jorge I que deseaba escuchar un concierto en el río Támesis. La partitura se interpretó para el rey en su barcaza, y se dice que lo disfrutó tanto, que ordenó a los 50 músicos, ya exhaustos, que tocaran las suites tres veces durante el viaje.
La canción 'Old Father Thames' fue grabada por Peter Dawson en Abbey Road Studios en 1933 y por Gracie Fields cinco años después. Jessie Matthews canta "My river" en la película de 1938 Sailing Along, y la melodía es la pieza central de un gran número de baile cerca del final de la película.
El grupo Sex Pistols tocó en un concierto en el Queen Elizabeth Riverboat el 7 de junio de 1977, año del Jubileo de Plata de la reina Isabel II, mientras navegaba río abajo. La línea coral "(I) (enlazada) vive junto al río" en la canción "London Calling" de the Clash hace referencia al Támesis.
Dos canciones de The Kinks presentan al Támesis como referencia, una en su título y la otra en su letra, en la que se menciona 'al río': "Waterloo Sunset" trata sobre los encuentros de una pareja en el puente de Waterloo en Londres y comienza: "Viejo río sucio, ¿debes seguir bajando, fluyendo hacia la noche? y continúa "Terry conoce a Julie, Estación de Waterloo" y "... pero Terry y Julie cruzan el río donde se sienten sanos y salvos...". La canción "See My Friends" se refiere continuamente a los amigos del cantante "jugando a cruzar el río" en lugar de a la chica que "se acaba de ir". Además, Ray Davies como solista se refiere al río Támesis en su "Canción de Londres".
"Sweet Thames, Flow Softly" de Ewan MacColl, escrita a principios de la década de 1960, es una trágica balada de amor ambientada en un viaje río arriba (basada en un poema de Edmund Spenser). El grupo Culture Club viaja por el río Támesis en un barco fluvial en el video de la conción Karma Chameleon. La intérprete inglesa Imogen Heap escribió una canción desde el punto de vista del río Támesis titulada "Sabes dónde encontrarme". La canción fue lanzada el 18 de octubre de 2012 como el sexto sencillo de su cuarto álbum Sparks.

## Grandes inundaciones

### Inundación de Londres de 1928
La inundación del Támesis de 1928 fue causada por una crecida desastrosa del río que afectó a gran parte de la ribera de Londres el 7 de enero de 1928, así como a numerosos lugares río abajo. Catorce personas se ahogaron en Londres y miles quedaron sin hogar cuando las aguas ddesbordadas se vertieron sobre la parte superior de la canalización del Támesis, y parte de la canalización de Chelsea se derrumbó. Fue la última gran inundación que afectó al centro de Londres y, particularmente después de la desastrosa inundación del Mar del Norte de 1953, contribuyó a que se adoptaran nuevas medidas de control de inundaciones que culminaron con la construcción de la barrera del Támesis en la década de 1970.

### Inundación del valle del Támesis de 1947
La inundación del Támesis de 1947 está considerada la peor crecida del río del siglo XX, y afectó a gran parte del valle del Támesis y a otras partes de Inglaterra a mediados de marzo de 1947, después de un invierno muy severo.
Las inundaciones fueron causadas por 4,6 pulgadas (116,8 mm) de lluvia (incluyendo nieve). El caudal máximo fue de 61.7×106 m³ por día y la reparación de los daños causados por el agua requirió un total de 12 millones de libras esterlinas. Los daños sufridos por las esclusas del río a raíz de los bombardeos alemanes durante la Segunda Guerra Mundial contribuyeron a empeorar la situación.
Otras inundaciones significativas del Támesis desde 1947 se han producido en 1968, 1993, 1998, 2000, 2003, 2006 y 2014.

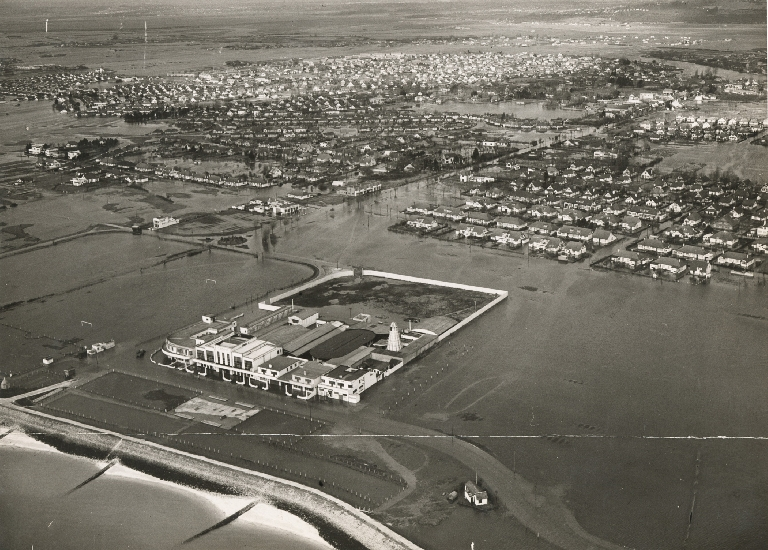
El frente marítimo de Canvey Island en 1953, con áreas recreativas y residenciales inundadas

### Inundación de Canvey Island de 1953
En la noche del 31 de enero, la inundación del Mar del Norte de 1953 arrasó la isla de Canvey, cobrándose la vida de 58 personas y provocando la evacuación temporal de sus 13.000 habitantes. Posteriormente, la isla se ha protegido con modernas defensas marítimas que comprenden 15 millas (24,1 km) de diques de hormigón. Muchas de las víctimas estaban en los bungalow de vacaciones ubicados en la zona este de Newlands, y perecieron cuando el agua alcanzó el nivel de los techos de las cabañas. El área de la pequeña aldea de la isla está aproximadamente a 2 m sobre el nivel del mar y, en consecuencia, se libró en su mayor parte de los efectos de la inundación.